# Украинцы
Украи́нцы (укр. українці [ʊkrɐˈjinʲt͡sʲi]) — восточнославянский народ, проживающий преимущественно на Украине, а также в составе крупных диаспор в России, Канаде, Бразилии и других государствах. Среди славянских народов является третьим по численности после русских и поляков. К украинцам относят также полесские этнографические группы (полещуки) и ряд западноукраинских этнографических групп (бойки, гуцулы, украинские лемки). Украинский язык является национальным языком украинского народа, родным и основным языком для абсолютного большинства его представителей.
Украинцами также называют украинскую нацию — население и граждан Украины независимо от их этнического происхождения.

## Этноним

### Русь, русины
В средневековых документах Киевской Руси в качестве этнонима для восточных славян — предков украинцев, русских и белорусов во множественном числе использовался этноним «русь», имеющий, в свою очередь, варяжское происхождение; в единственном числе — «русин». Впервые «русин» встречается в Повести временных лет в разделе договоров Олега с греками 911 года и Игоря 945 года.
Этноним «русин» встречается позднее, в XIII—XVIII вв., в литовских и польских в качестве именования жителей восточнославянских земель. Форма множественного числа «русины» вместо традиционной формы «русь» впервые отмечена в 1501 году в уставной грамоте Белзского воеводства (Волынь). Часто встречающимся названием жителей Руси, имевшим признаки этнонима, в её средневековых источниках является «руський народ», «руськи люди». В Средние века, особенно активно в XVI—XVII веках, на территории Запорожской Сечи и Гетманщины обозначение «руський», «руська» применялся к языку, вере, а также национальности людей, проживавших на данных территориях.
Наиболее позднее употребление этнонима «русины» в источниках Гетманщины встречается в 1728 году в драме «Милость Божия», поставленной в Киеве к 80-летию начала Хмельнитчины и в честь вступления в гетманскую должность Даниила Апостола. Ещё в 1850-х годах этноним «русины» употреблялся здесь кобзарями. В записанной от кобзаря Андрея Шута с Черниговщины думе говорится: «Що ж то в нас гетьман Хмельницький, русин». Таким образом, этноним «русины» употреблялся на Восточной Украине среди простолюдинов намного дольше упомянутого (1728), поскольку церковнокнижные и официальные нововведения, такие как малороссияне, малороссы, воспринимались не сразу.
На присоединённых к Российской империи землях Правобережной Украины этноним «русины» исчезал постепенно. Так, ещё в 1860-х годах он широко употреблялся на Подолье, присоединённом к России в конце XVIII века. В частности, на Виннитчине он фиксируется в сборнике пословиц Матвея Номиса и в собранных там же народных сказках. Употребляет его и подолянин Степан Руданский. Фиксируется в малорусских губерниях и Царстве Польском Российской империи во время проведения первой всероссийской переписи 1897 года.

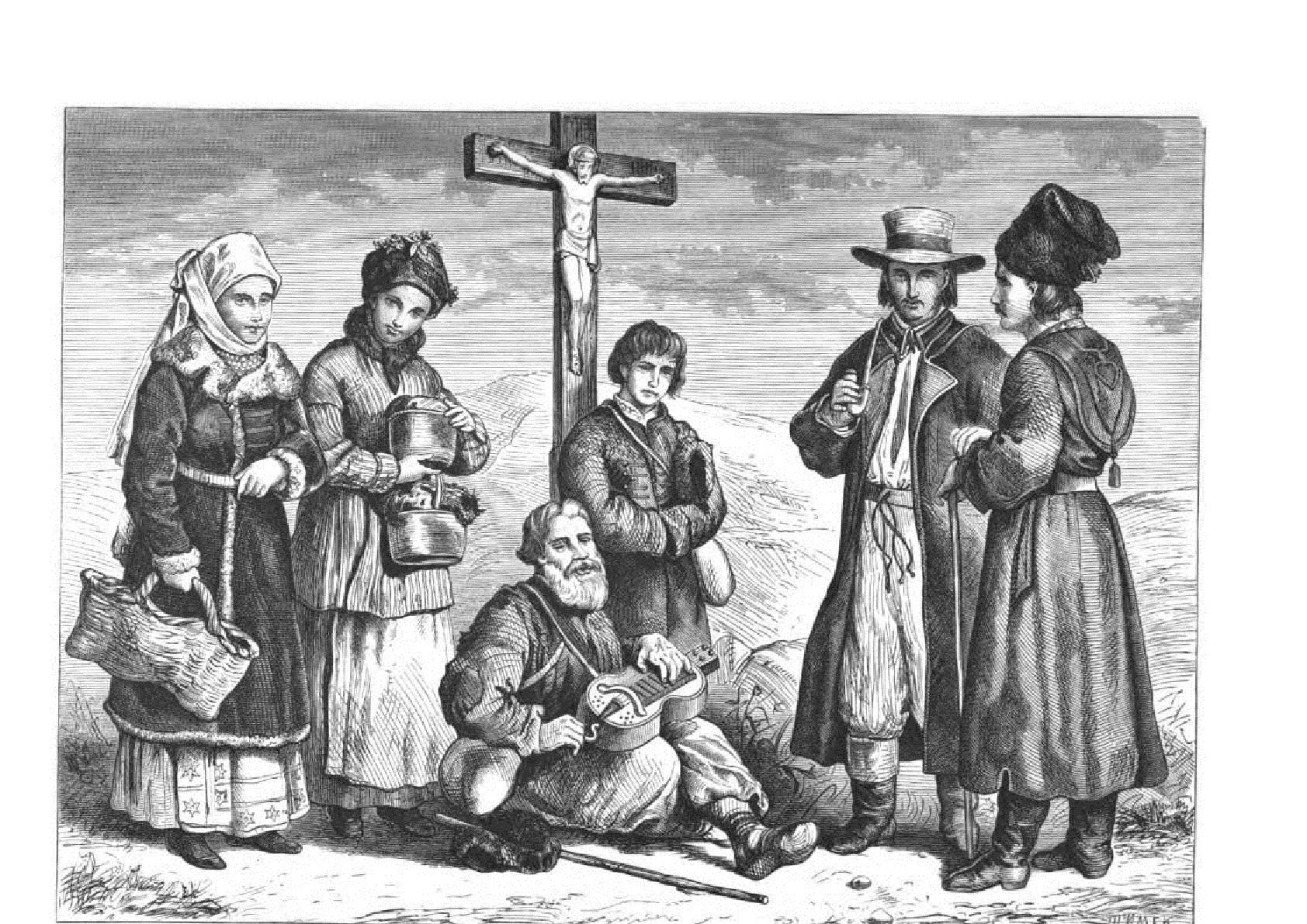
Русины в Австро-Венгрии

Украинцы западного региона (Закарпатье, Буковина, Галиция), входившего в состав Австро-Венгрии, а также жители Волыни и Холмщины Российской империи называли себя «руськими», или «русынами». Так же называли их и поляки, этноним «русины» использовался до середины XX века. Часть населения Закарпатья и восточных областей Словакии — Лемковщины, а также русины Воеводины и Паннонии и, в меньшей степени, Венгрии и Румынии употребляют самоназвание «русины» и в настоящее время, при этом часть данной этнической группы настаивает на своей принадлежности к отличной от украинской нации — русины (лемки).

### Россияне, малороссияне, малороссы
Начиная с 1580-х годов в среде галицкого православного сообщества и Львовского Успенского братства в противовес западноцентричным построениям («рутены» и «роксоланы») наметилась тенденция называть Русь в подчёркнуто греко-византийской форме — Рос(с)ия, а её народ, соответственно, россиянами или народом российским. Эта традиция, к тому времени уже пустившая корни в Московской Руси, распространилась из Галиции на киевское Поднепровье, однако в самой Галиции была впоследствии вытеснена под влиянием поляков. Для конкретизации и отличия православных земель Речи Посполитой от владений царя, в трудах ряда галицких и киевских духовных деятелей, таких как Иоанн Вишенский, Иов Борецкий, Захария Копыстенский или Иннокентий Гизель, становится характерным употребление термина Малая Русь, или Малая Россия, восходящего к более ранней византийской традиции различать Малую и Великую Русь. Под влиянием киевского духовенства со времён царя Алексея Михайловича и до начала XX века в Российской империи использовалось понятие малороссияне, малороссы, малорусы (см. малороссийская идентичность), которые со временем стали считаться одной из русских народностей наряду с великороссами (великорусами) и белорусами.

### Происхождение и распространение слова «украинцы»
В ранний период своего функционирования (от середины XIV до середины XV века), в деловом языке канцелярии Великого княжества Литовского — западнорусском письменном языке — для обозначения пограничных со Степью земель используется слово «украина», а местных жителей называют «украинниками», или «людьми украинными». В то время понятие «Украина» могло распространяться и на юг Великого княжества Литовского в целом. В письме от 1500 года к крымскому хану Менгли-Герею великий князь литовский называет «нашими украинами» Киевскую, Волынскую и Подольскую земли, в привилее 1539 года на сооружение замка в Киевском Полесье (далеко от границ с «Диким Полем») мотивируется пользой таких замков «на Украине».

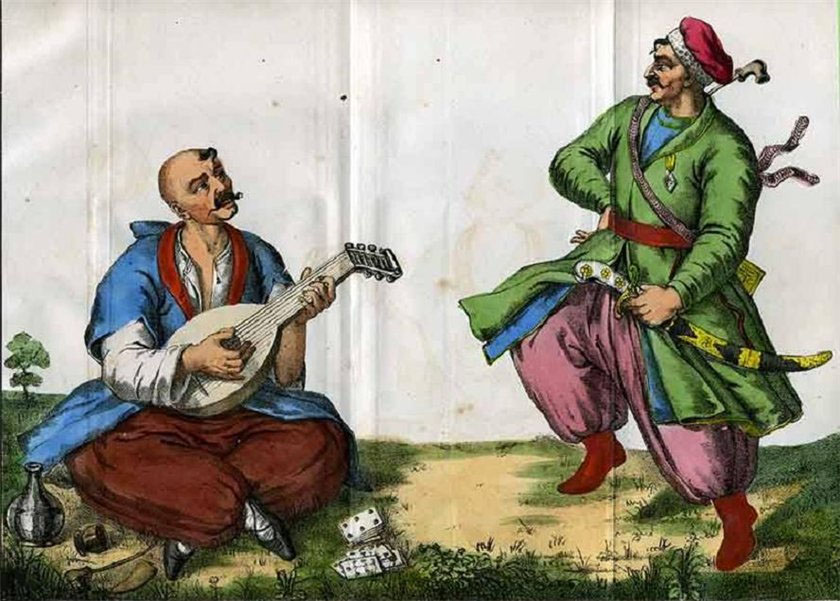
Запорожские казаки

На территории Речи Посполитой это название закрепилось в качестве имени собственного за юго-восточными рубежами государства (см. Юго-Западная Русь), граничащими на юге с кочевым миром (Диким Полем):183. Этноним «украинец» в русском языке первоначально обозначал только жителей востока современной территории Украины, входившего в состав Российской империи, затем распространился «на всю территорию, называвшуюся прежде малорусской.
У самого восточнославянского населения Юго-Западной Руси после восстания Хмельницкого и появления Гетманщины прежний термин Украина начал применяться ко всей её (меняющейся со временем) территории. В 1657 году в письме к Ивану Выговскому с Волыни термин «украинцы» был впервые употреблён в качестве, близком к этнониму. Употребление оборота «народ украинский» учащается с 1670-х годов, однако ограничивается, в соответствии с политическим границами своего времени, православным населением Левобережья, тогда как для всего этнического пространства продолжались использоваться лишь самоназвания «русь», «русин», «русины».

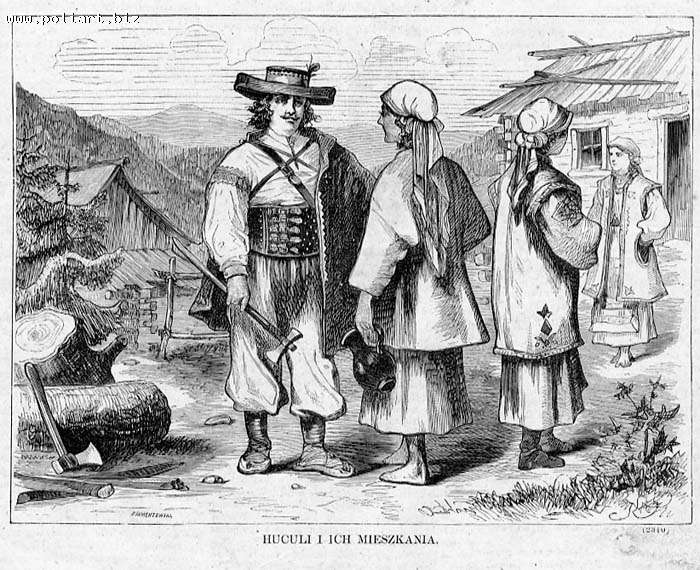
Гуцулы

В Российской империи XIX века слово «украинцы» периодически всплывало в литературном творчестве России, однако имело несистематический характер и относилось первоначально лишь к жителям Слободской Украины, а не к этническому пространству в целом. Распространилось и популяризивалось со второй половины XIX столетия. В рамках ранней советской идеологии и политики коренизации термин «малороссы» был объявлен «шовинистским» и упразднён.

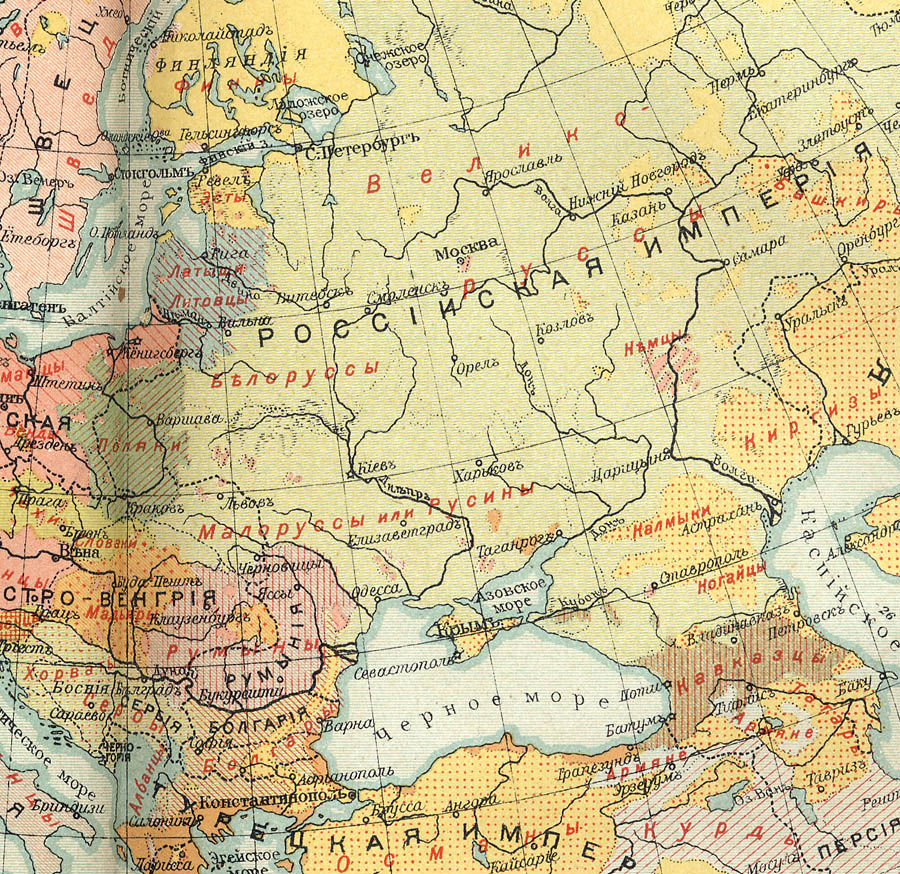
Российская карта Европы издания 1907 года, на которой население нынешней Украины называется: «малоруссы или русины»

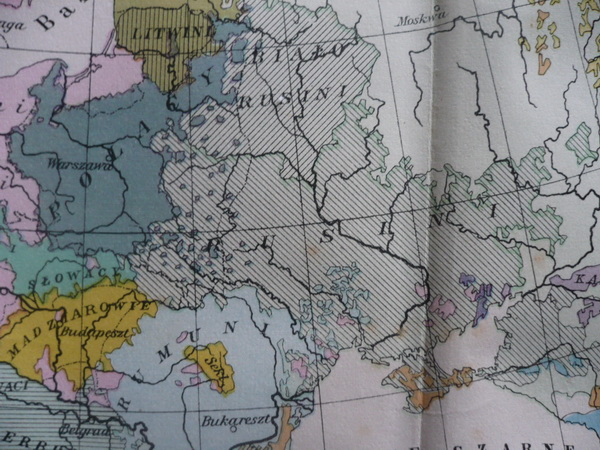
Польская карта Европы издания 1927 года, на которой население современной Украины называется: Rusini «русины»

### Именование украинцев в Австро-Венгрии и межвоенной Польше
В Австро-Венгрии в XIX веке украинцы на немецком именовались нем. Ruthenen, на венгерском — rutén, с начала XX века — нем. Ukrainer.

по-мадьярски rutén, самоназвание — русины, с начала XX века — украинцы
Оригинальный текст (нем.) nach magyarisch rutén, sie selbst nannten sich rusyny, seit Beginn des 20.Jahrhunderts Ukrainer— Karl Vocelka. Demographische und soziale Entwicklung in Österreich
Обе межвоенные переписи в Волыни, Галиции и Закарпатье также зафиксировали распространение самоназвания «русины».
В Польской Республике (1918—1939) по отношению к украинскому населению использовался этноним (пол. Ukraińcy), (пол. Rusiny) — при цитатах документов XIX века.

## Расселение и численность

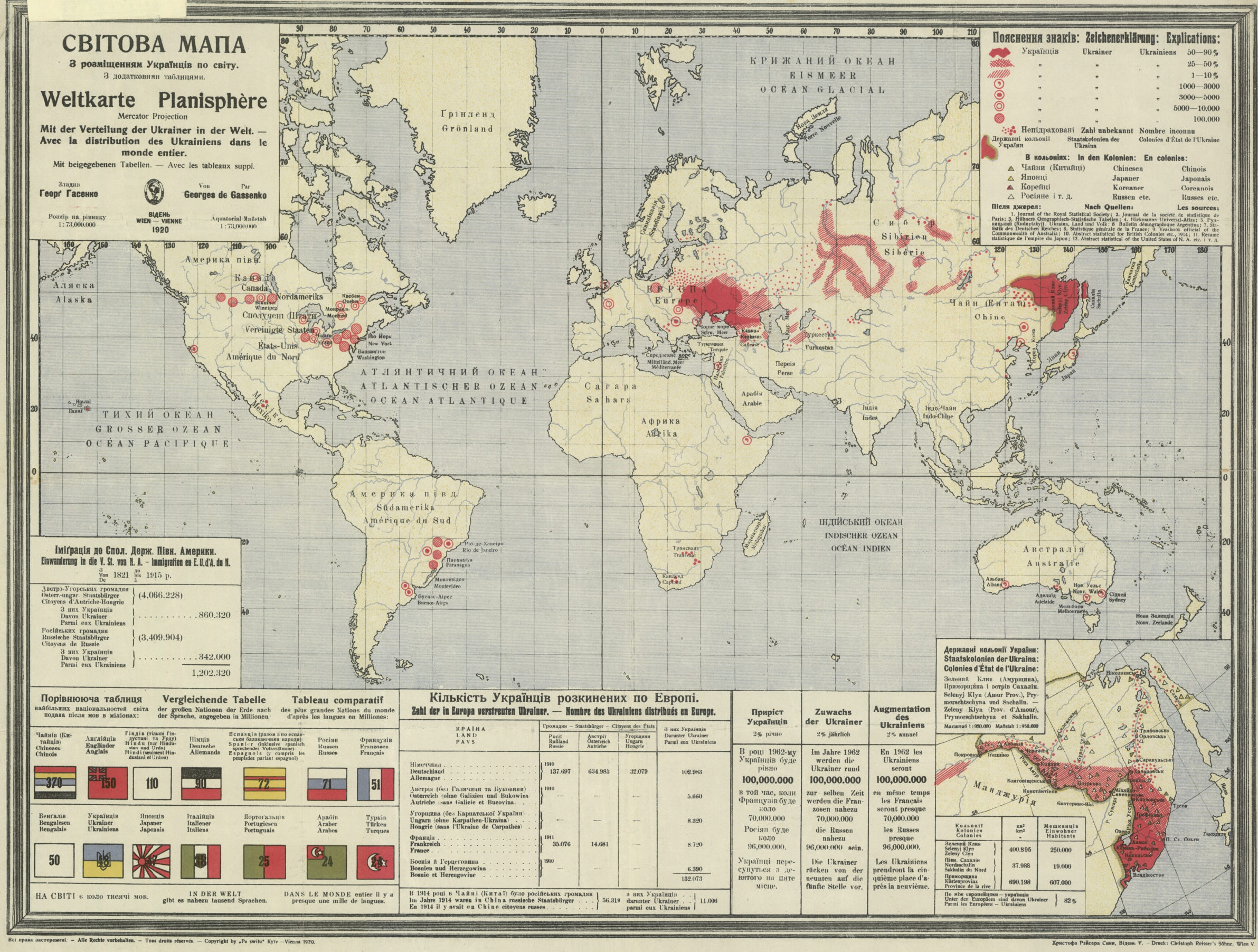
Расселение украинцев в мире в 1920 году

Украинцы населяют центрально-восточные регионы Европы, примыкающие территориально к Чёрному и Азовскому морям, соседствуя здесь с группой других народов. Этническая территория украинцев является смежной по отношению к этнической территории русских в её юго-западной части. Этническая граница между территориями двух близкородственных народов в условиях СССР была приближена к межреспубликанской границе (между УССР и РСФСР). Современная этническая территория украинцев близка к государственной территории Украины (национальной украинской территории), но не совпадает с ней полностью.

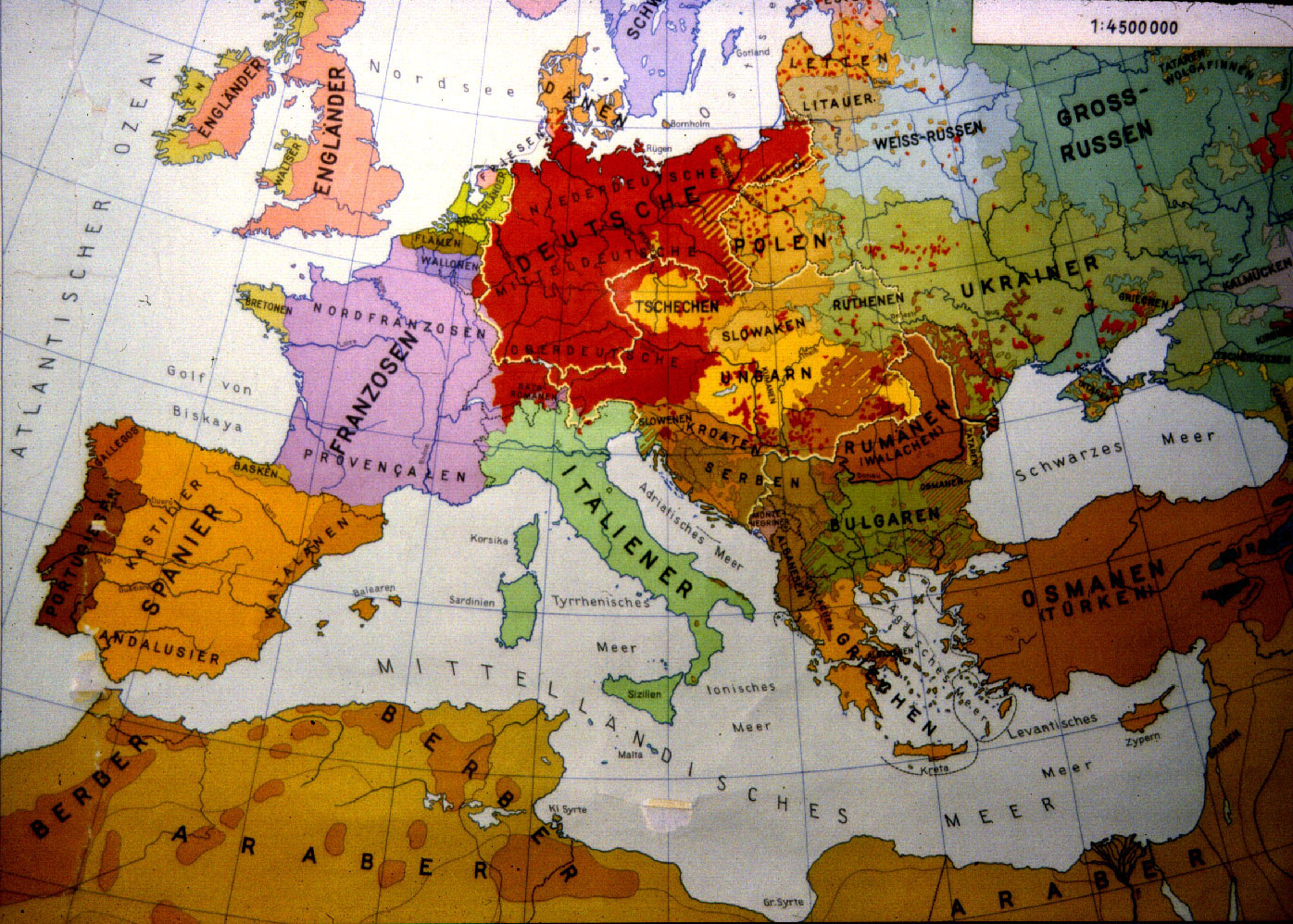
Немецкая карта народов Юго-Восточной Европы, 1914 год

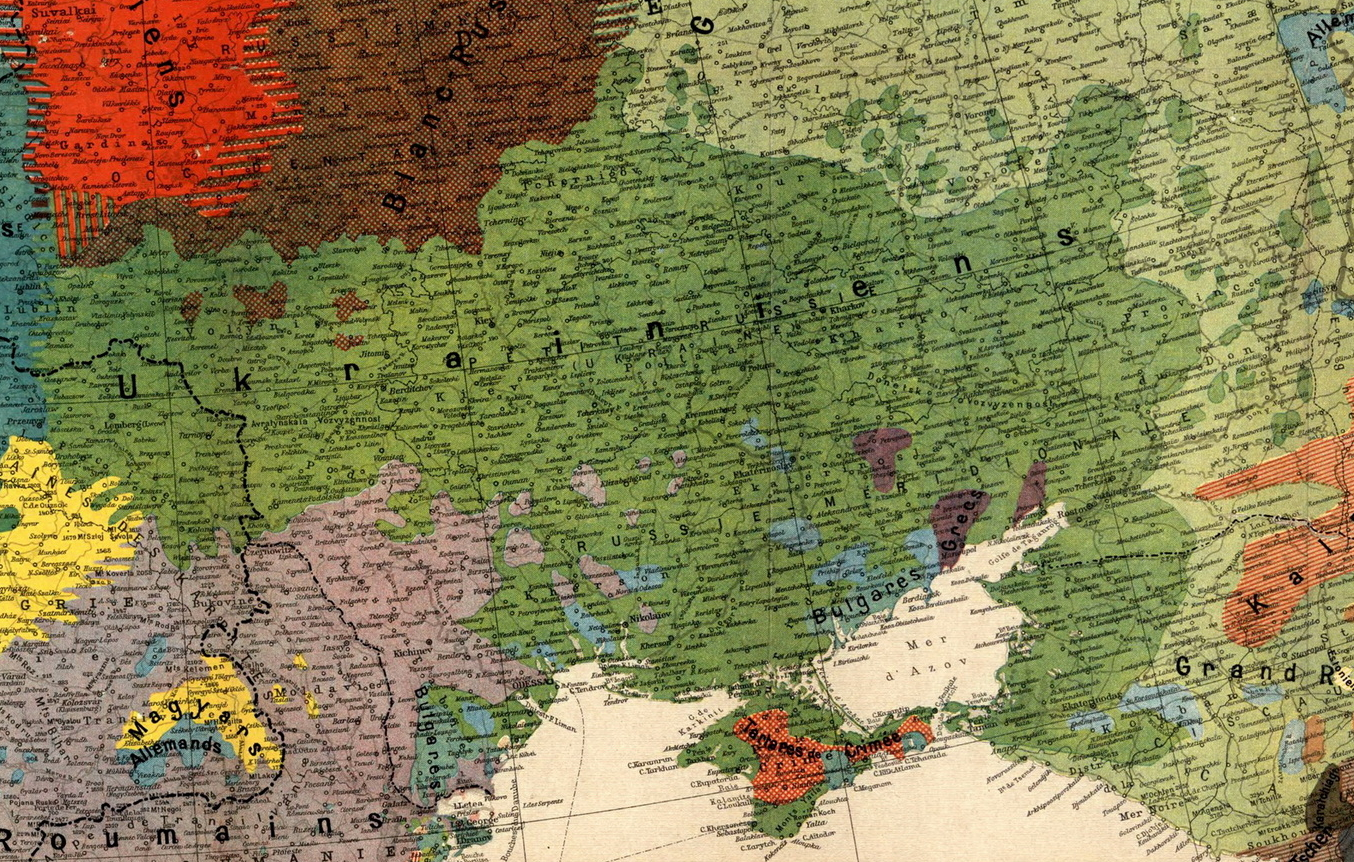
Этническая территория украинцев в швейцарском этнографическом атласе 1918 года

### Историческое развитие украинской этнической территории
Очертания и площадь этнической территории украинцев с течением времени изменялись в зависимости от конкретных исторических обстоятельств. В степной и лесостепной полосах Украины этническое украинское население под давлением кочевых народов не один раз радикально уменьшалось и даже полностью исчезало, после чего через некоторое время выходцы из северных и западных украинских земель вновь селились здесь. Степные черноморско-азовские земли были окончательно заселены украинцами лишь в XVIII—XIX вв.
Переселение и компактное расселение украинцев на соседних к украинской этнической территории (Поволжье, Северный Кавказ, Молдавия, Добруджа, Сербия) и на весьма отдалённых (Казахстан, Южная Сибирь, Дальний Восток, Канада, США, Аргентина, Бразилия) землях привело к образованию большого количества этнических островов (анклавов) разной площади и конфигурации. Дисперсная (рассеянная) форма расселения украинцев препятствовала воспроизводству украинской этнической самобытности и содействовала их этнической ассимиляции.
В XIX в. и почти до середины XX в. украинская этническая территория выходила далеко за пределы современной территории Украины, охватывая некоторые районы современных государственных территорий Беларуси, Российской Федерации, Молдавии, Румынии, Словакии и Польши.
Украинская этническая территория на время создания Украинской Народной Республики (1917 г.) и последующей борьбы за её независимость, по оценке одного из основоположников украинской географии С.Рудницкого, составляла от 905 тыс. км.² до 1056 тыс. км.² с населением 51,2 −53,9 млн жителей и удельным весом этнических украинцев 71,3-71,7 %. Другой украинский географ, В.Кубиевич (Кубийович), оценивал площадь украинской этнической территории на 1933 г. (без учёта последствий массового голода 1932—1933 гг) в 932 тыс. км², в том числе 728,5 тыс. км² составляла сплошная украинская этническая территория, 203,6 — смешанная.

### Современное состояние украинской этнической территории
Украинская этническая территория является второй по величине в Европе после русской этнической территории, охватывая около 600 тыс. км² и простираясь примерно на 1400 км с запада на восток широкой полосой (от 300 до 700 км).
В приграничных районах Украины, на Крымском полуострове, а также в ряде приграничных районов сопредельных с Украиной государств имеются территории со смешанной этнической структурой населения.
Украинская этническая территория граничит с этническими территориями русских, белорусов, поляков, словаков, венгров, румын, молдаван и с этническими анклавами болгар и гагаузов (между украинской и молдавской этническими территориями).
Большая часть украинской этнической территории имеет моноэтнический состав населения, где украинцы составляют более 80 %. Такие территории явно преобладают в 22 областях Украины. В Луганской области они составляют около половины территории, в Донецкой — до 1/4. На Крымском полуострове моноэтничность территории (русская, украинская, крымскотатарская) наблюдается сегодня только как локальное явление, на ограниченных участках. Тенденция увеличения доли крымскотатарского населения, депортированного в середине XX в., на большей части территории Крыма является определяющей (с 1988 г.).
Этнические группы венгров, румын, болгар, греков, расселённые в пределах национальной украинской территории, имеют достаточную социальную инфраструктуру для самовоспроизводства, а русских — для расширенного воспроизводства этничности (этнического самосознания, языка, культуры и пр.).

### Численность

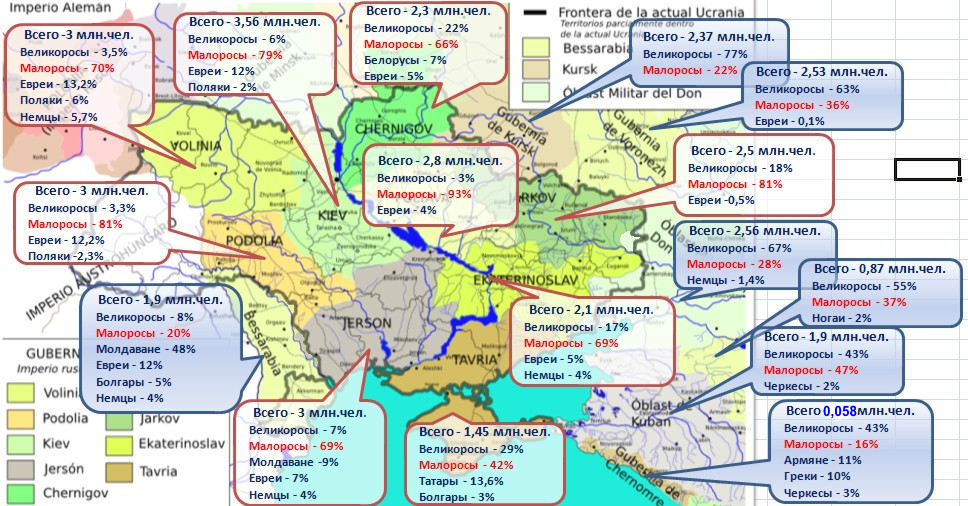
Носители «малороссийского наречия» согласно переписи 1897 года по губерниям юго-запада Российской империи
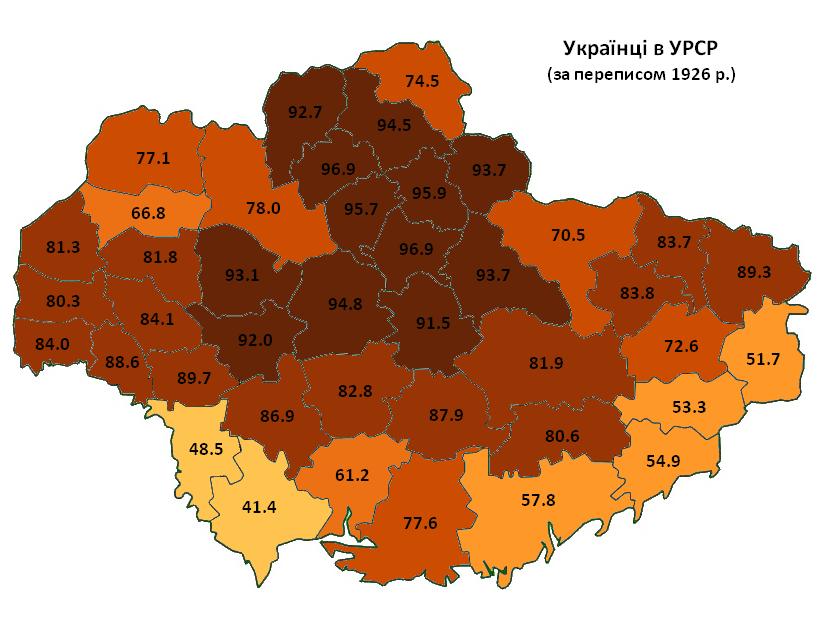
Доля украинцев в населении округов Украинской ССР (перепись 1926 года)
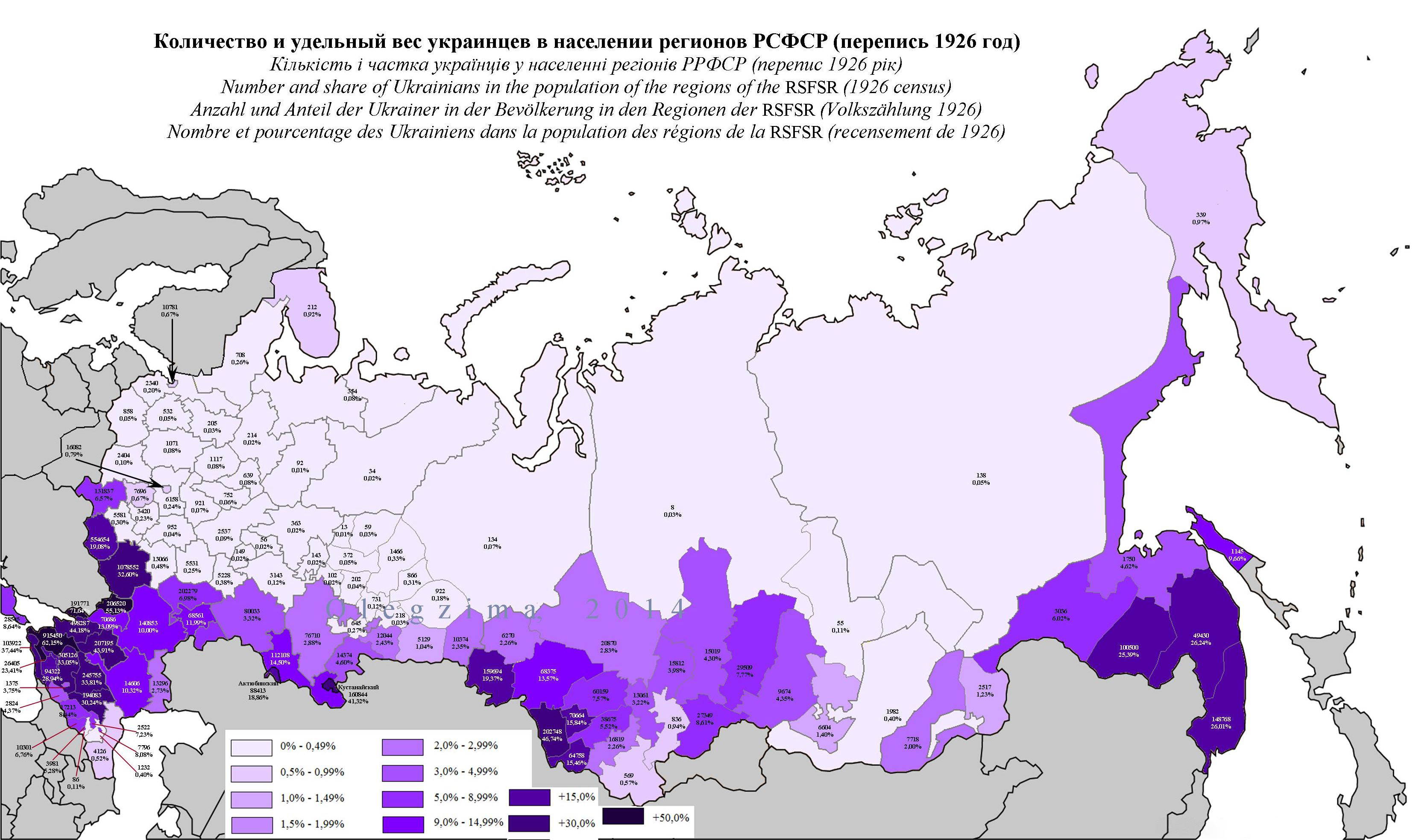
Количество и удельный вес украинцев в населении регионов РСФСР (перепись 1926 года)
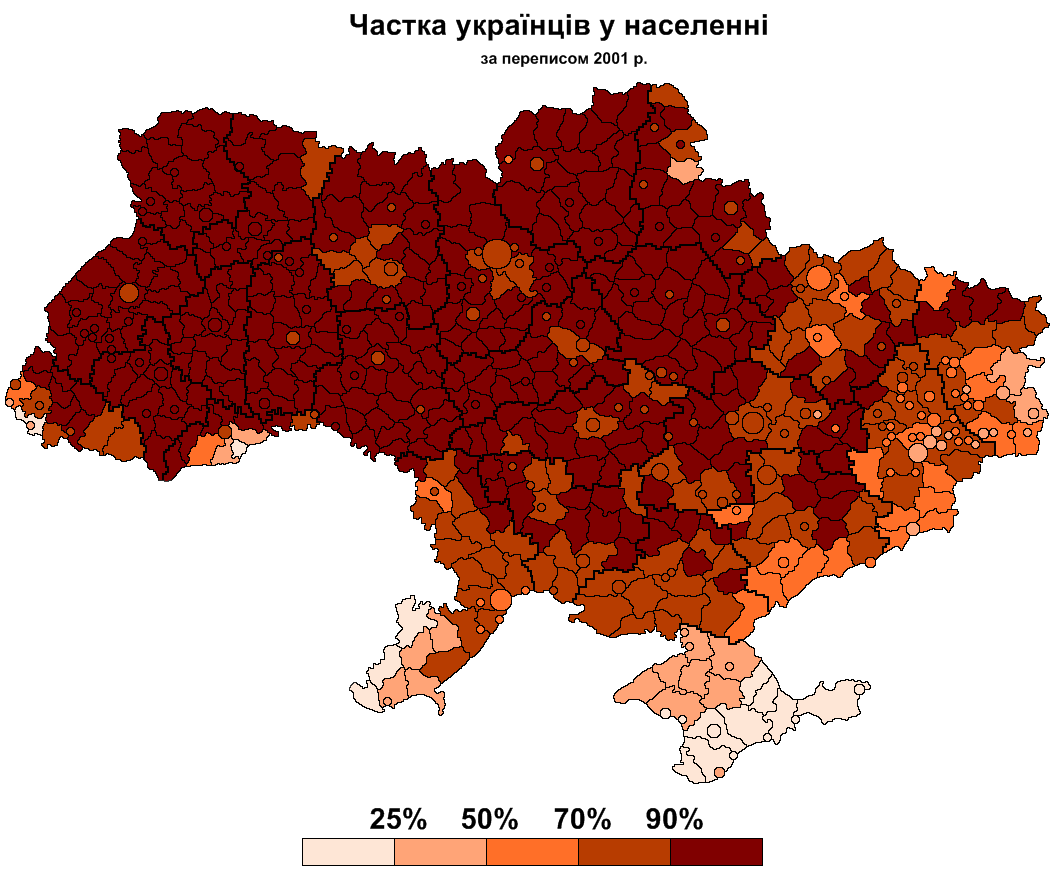
Доля украинцев среди населения районов, городов и горсоветов Украины по переписи 2001 года
Доля украинцев в населении регионов Украины по переписи 2001 года
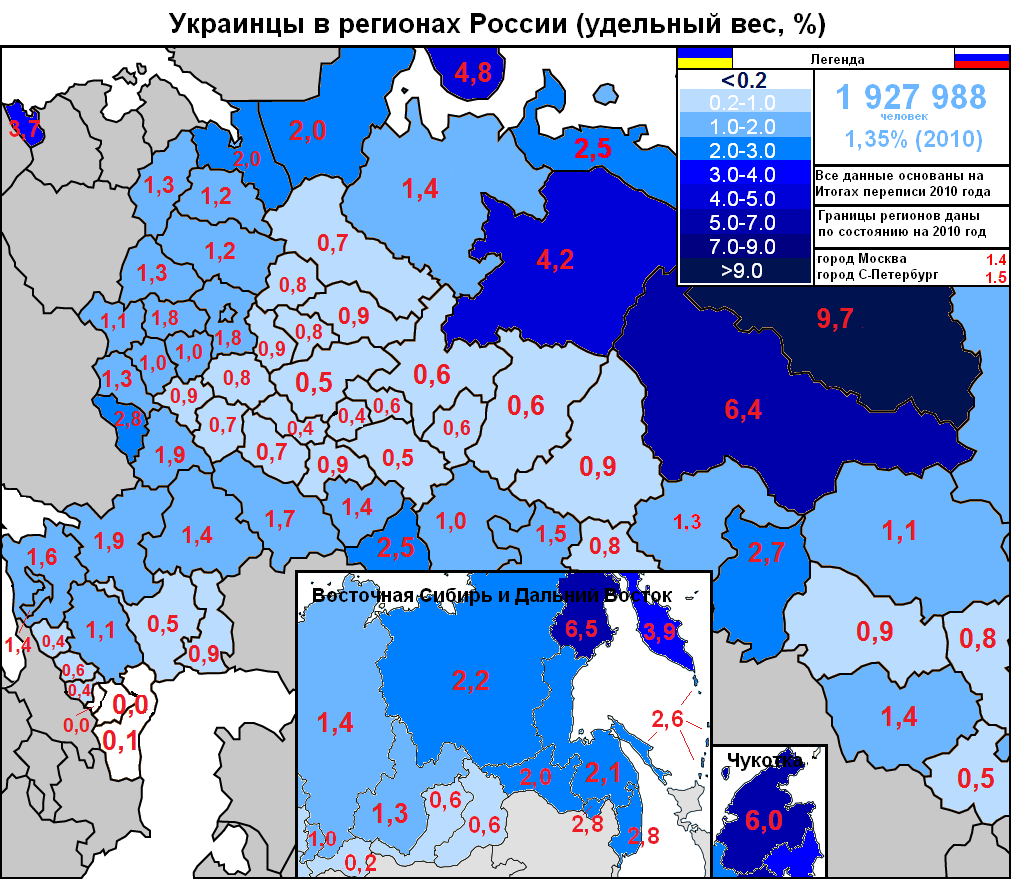
Доля этнических украинцев в регионах России согласно переписи 2010 года
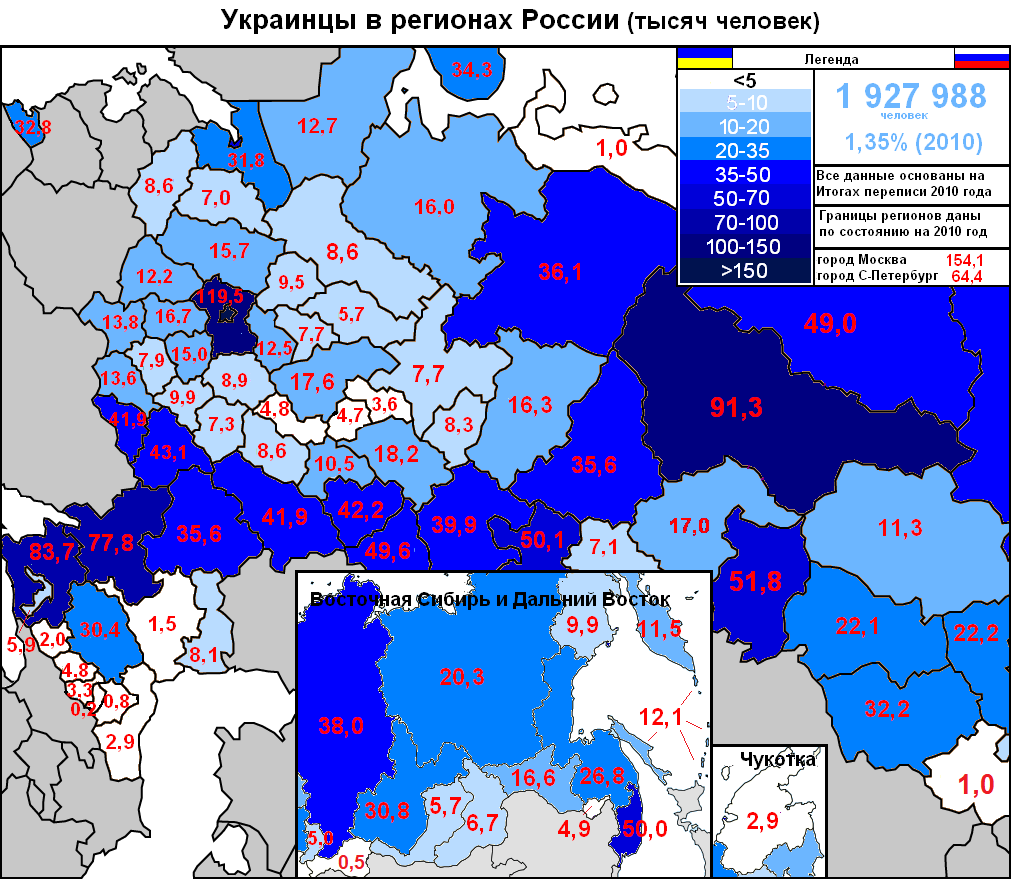
Украинское население (тыс. чел.) в регионах России согласно переписи 2010 года

В 2019 году в мире насчитывалось ок. 46 млн украинцев.

## Этническая история

### Этногенез. Староукраинская (средневековая) эпоха

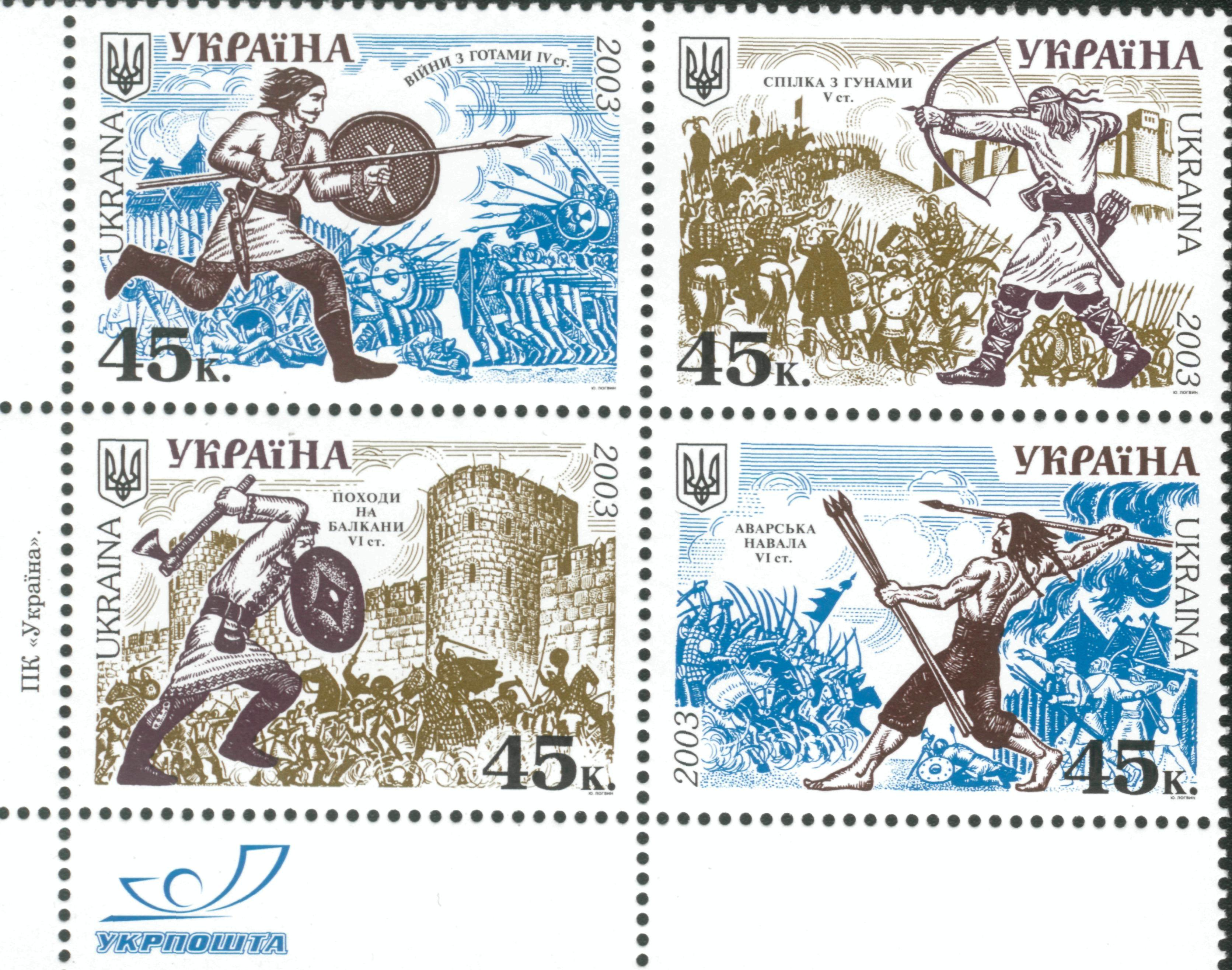
Сцепка из серии «История войска Украины»: войны с готами (IV век); союз с гуннами (V век); походы на Балканы (VI век); аварское нашествие (VI век). Почта Украины, 2003, художник Юрий Логвин

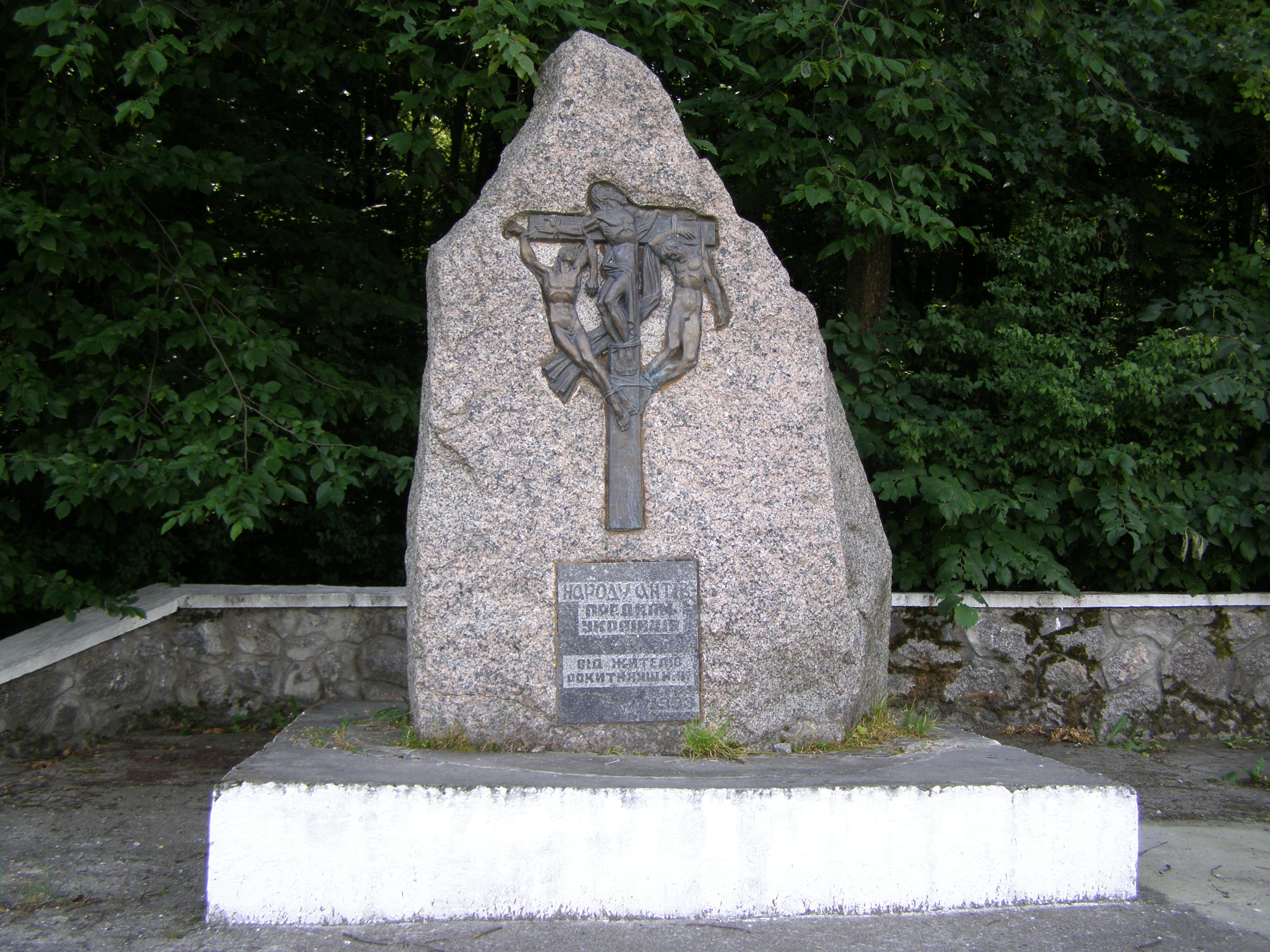
Памятник в селе Синява Киевской области. Надпись: «Народу антов, предкам украинцев»

Украинцы сформировались из славянского населения лесов и лесостепей — Среднего Поднепровья, Поднестровья и Полесья современной территории Украины середины I тысячелетия. В это время сформировалась исходная этническая область украинцев (в то время использовавших протоукраинский диалект) — лесная и лесостепная полоса территории современных Украины, юго-запада Польши, юго-запада Беларуси, и переходные диалектные зоны в среднем и восточном Полесье и до Брянской области России. В VII—X столетиях из древнеславянской языковой общности сформировался, в том числе, протоукраинский диалектный массив. Среди предков современных украинцев — славянские «летописные племена» XI—X столетий — древляне, северяне, уличи, тиверцы, хорваты, волыняне, поляне.
По этногенезу украинцев существуют различные концепции. В СССР общепринятой и официальной была концепция, где восточнославянские племенные союзы в IX—X вв. сформировали Киевскую Русь, в XI—XII вв. слились в единую древнерусскую народность, которая с конца XIV в. разделилась на три восточнославянские народности, включая украинскую. С начала XX века украинские историки развивают раннесредневековую концепцию, создателем которой считается Михаил Грушевский. По его версии, украинцы происходят от антов, населявших лесостепи Украины в V—VI веках. К разработке концепции присоединились М. Максимович, В. Антонович, Я. Дашкевич, М. Брайчевский, Я. Исаевич, Г. Полторак, В. Баран и др. Концепция опирается на лингвистическую базу, созданную исследованиями А. Потебни, А. Крымского, И. Огиенко и др.
Наиболее прямые предки украинцев — славянские племена полян, древлян, тиверцев, северян, уличей, волынян (дулебов) и белых хорватов наряду с другими племенами вошли в Киевскую Русь (IX—XII вв.), а позднее, после её распада — в Галицко-Волынское княжество (Королевство Руси) (XII—XIV вв.), Переяславское княжество, Киевское княжество, Черниговское княжество. Позднее земли вошли в состав Великого княжества Литовского, затем отошли к Речи Посполитой, а к исходу XVIII века земли нынешней Украины были разделены между Российской и Австрийской империями.
Начиная с XIV века территория современной Украины оказалась разделённой между Великим княжеством Литовским, Польским и Венгерским королевствами, Молдавским княжеством и Золотой Ордой (в XV веке в Северном Причерноморье обособилось от Орды Крымское ханство, перешедшее под власть Османской империи).

### Среднеукраинская (раннемодерная) эпоха
Немалую роль в истории украинцев сыграло казачество и созданное им в нижнем течении Днепра административно-военное образование XVI—XVIII вв. Запорожская Сечь.
В XVII веке важным моментом этнической истории населения современной Украины были дальнейшее развитие ремесла и торговли, в частности, в городах, пользовавшихся магдебургским правом, ремесленники в которых были объединены в цеха со своим уставом и внутренним самоуправлением. Ещё более важным моментом в этнической истории стало создание в результате освободительной войны под руководством Богдана Хмельницкого казачьего государства — Гетманщины. В 1654 году значительная часть украинских земель вместе с Киевом добровольно переходит под протекторат царя Российского — Алексея Михайловича, а к исходу XVIII века, после Третьего раздела Речи Посполитой, вне территории Российской империи оказывается лишь Галичина со Львовом, отошедшая к Австро-Венгрии, а также Закарпатье и Буковина.

### Новоукраинская (модерная) эпоха

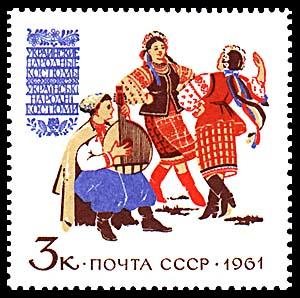
Почтовая марка СССР, 1961

В XVIII веке на территории современной Украины уже имеется развитая по меркам своего времени система светского образования, включающая многие сотни начальных «полковых» школ, коллегиумы и академии (в Киеве, Харькове и Чернигове).
В XVII веке произошло перемещение значительных групп крестьян и казаков из находившегося в составе Речи Посполитой Правобережья, а также из Поднепровья на восток и юго-восток, освоение ими на территории Русского царства пустующих степных земель и образование Слобожанщины, а затем — с падением Крымского ханства — и Новороссии. Согласно Всероссийской переписи населения 1897 г., представители малорусской языковой группы русского языка (по формулировке переписи) численно доминировали на всей украинской (в нынешних границах Украины) территории Российской империи, за исключением Одессы, других крупных городов (кроме Полтавы), Южной Бессарабии (Буджака) и Крыма.

## Костюм

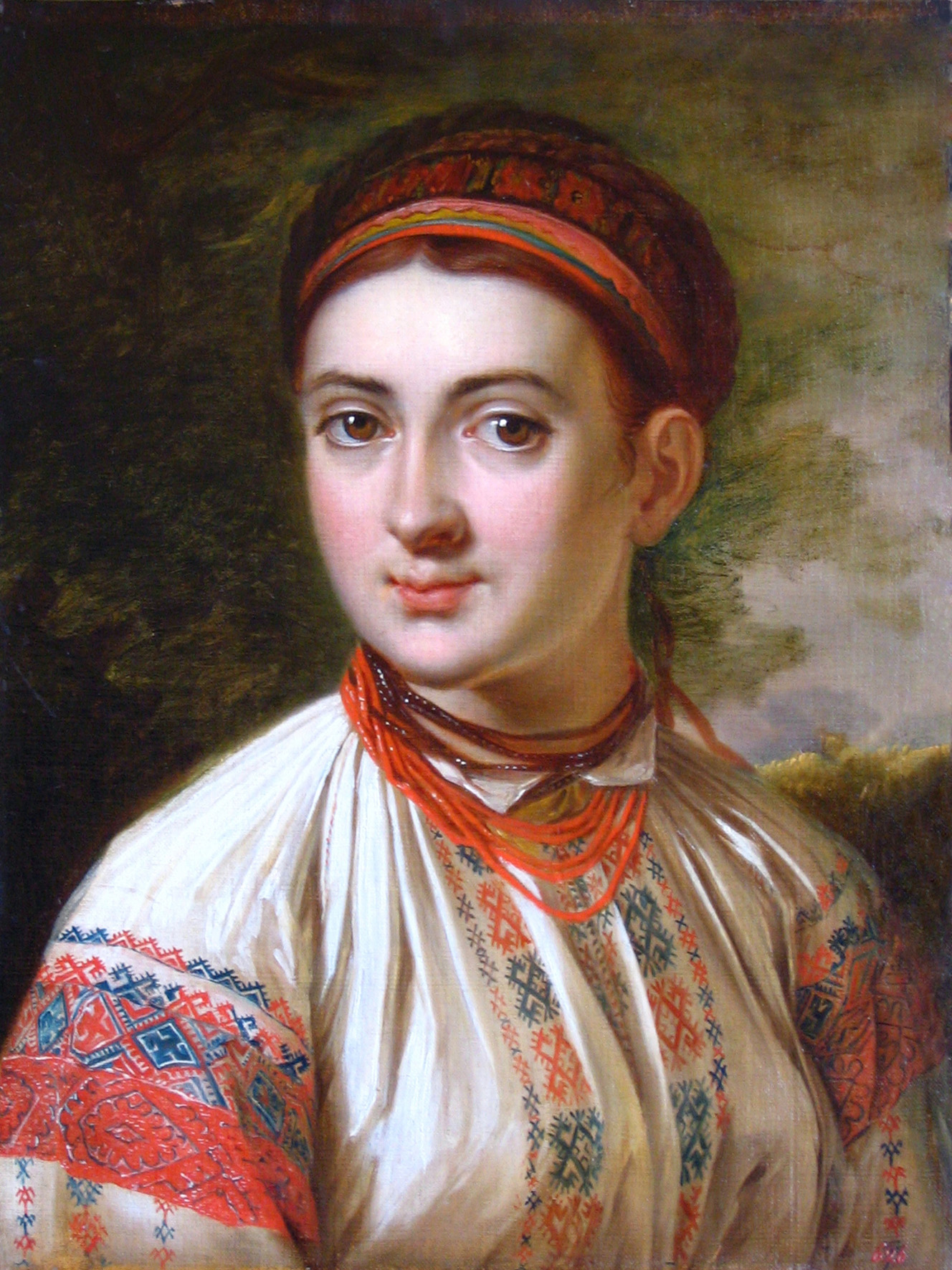
«Девушка с Подолья», художник: В. А. Тропинин, 1821 год

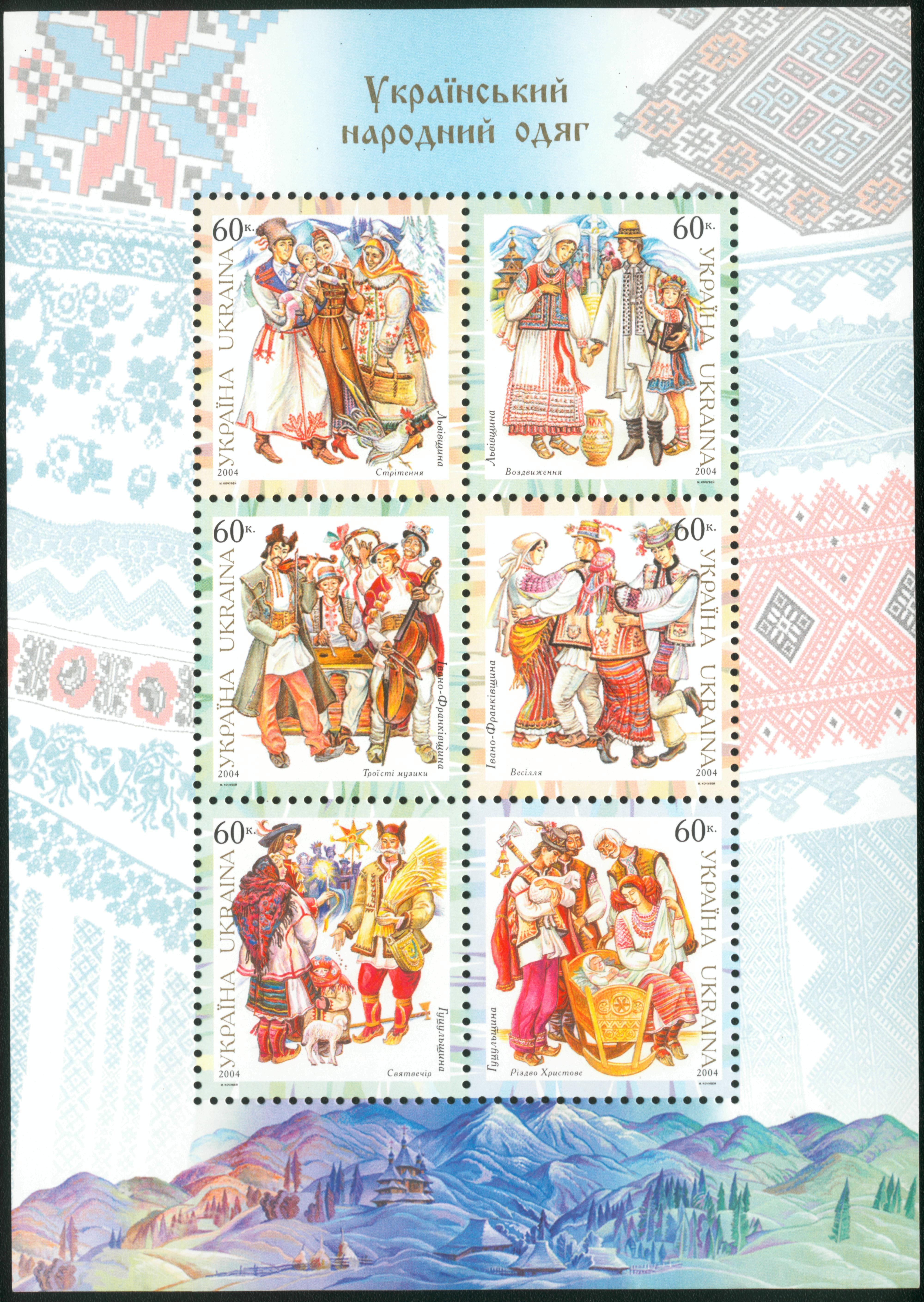
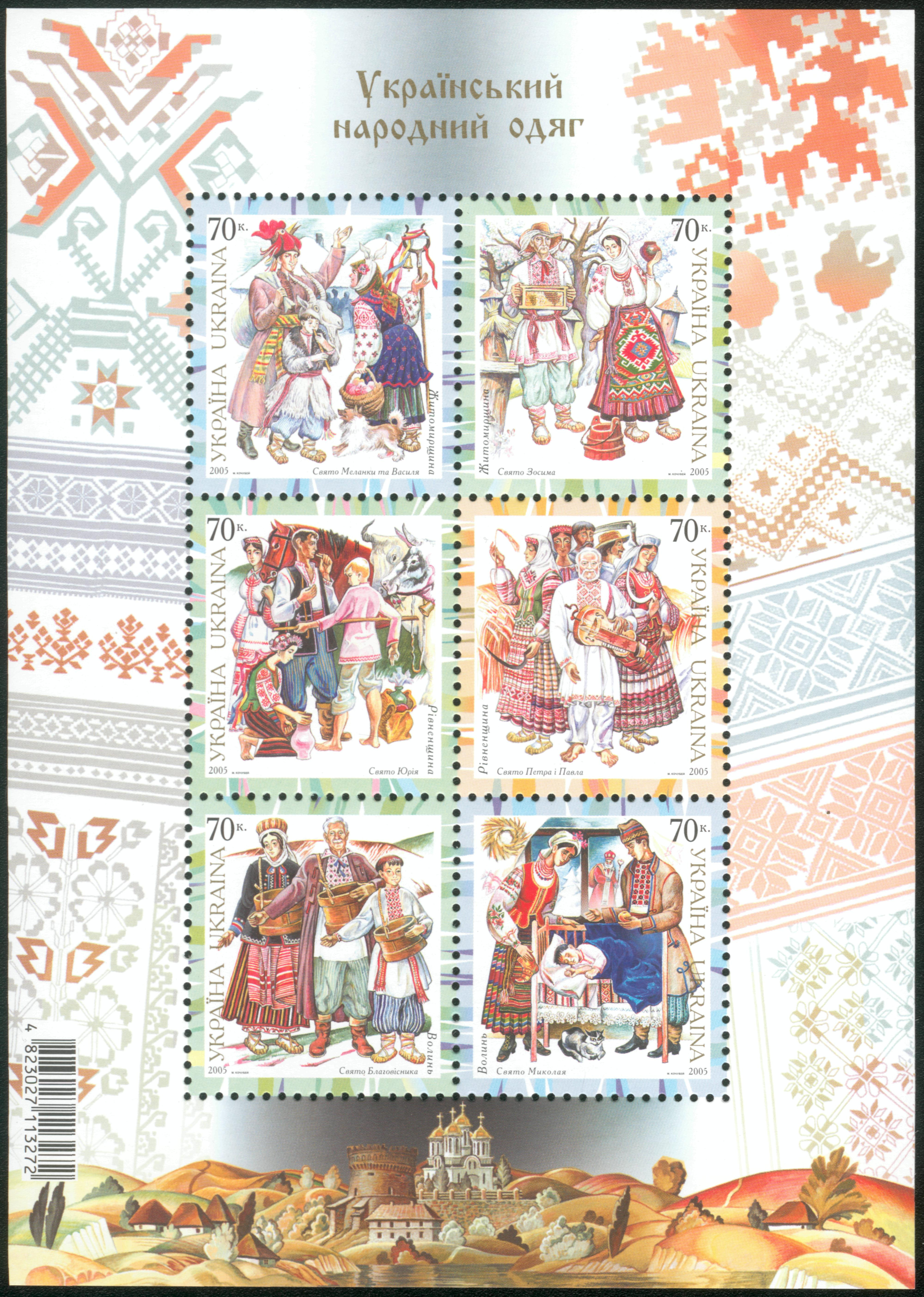
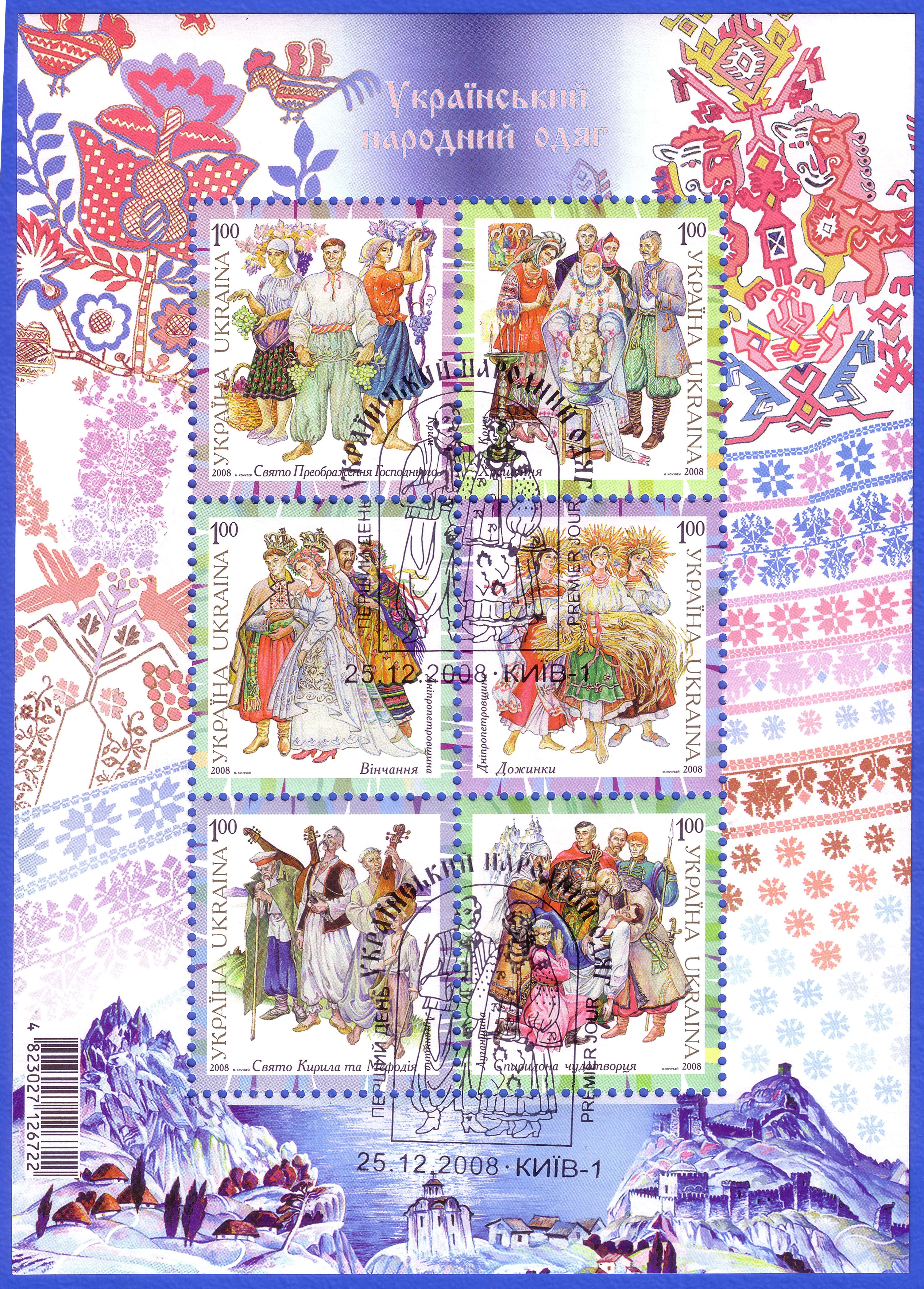

## Исследования генетической структуры

### Данные по изучению NRY-полиморфизма
Изучение распределения молекулярных маркеров среди популяции украинцев имеет важное значение как для изучения происхождения и миграций восточных славян, так и для изучения популяций Европы в целом.
Украинский генофонд включает в себя следующие Y-гаплогруппы, в порядке наиболее распространенных:
- R1a (43 %);
- I2a (23 %);
- R1b (8 %);
- E1b1b (7 %);
- I1 (5 %);
- N1 (5 %);
- J2 (4 %);
- G (3 %);
- Т (1 %).

Почти все R1a украинцы владеют гаплогруппой R1a-Z282; R1a-Z282 был обнаружен значительно только в Восточной Европе (и Норвегии).
Украинцы в Черновицкой области имеют более высокий процент I2a по сравнению с R1a, что типично для Балканского региона, но меньший процент, чем русские, из гаплогруппы N1c1, обнаруженной среди финских, балтийских и сибирских популяций, и также меньше R1b, чем у западных славян. Черновицкая область является единственным регионом на Украине, где гаплогруппа I2a встречается чаще, чем R1a.
По распределению гаплогрупп генетический паттерн украинцев наиболее близок к белорусскому. Наличие линии N1c объясняется вкладом ассимилированных уральских племен (возможно, прошедших более одной ассимиляции).
По результатам проведённых исследований NRY-полиморфизма, изучения мтДНК и аутосомных маркеров четырёх популяций украинцев (поделённых на западных, подольских, днепровских и восточных украинцев) получены следующие результаты. Изучен внутрипопуляционный и межпопуляционный полиморфизм украинцев. Отмечено, что данные, полученные при изучении генетической близости по NRY-маркерам, в высокой степени соответствуют данным по географической и лингвистической близости с остальными народами Европы, в отличие от данных по мтДНК-маркерам и аутосомным маркерам, по которым отмечен низкий уровень соответствия с географическими и лингвистическими данными, при этом уровень NRY-полиморфизма украинцев в полтора раза выше чем мтДНК-полиморфизма на внутрипопуляционном уровне, уровень NRY-полиморфизма на межпопуляционном уровне в 20-25 раз больше, чем уровень мтДНК-полиморфизма.
В результате изучения NRY-полиморфизма украинцев были выявлены 19 гаплогрупп — C3(×C3c), E1, E3b1, E3b3, G2, I(×I1a,I1b,I1c), I1a, I1b, I1c, J1, J2(×J2f), J2f, K2, N2, N3, Q, R1(×R1a,R1b3), R1a и R1b3, при этом наиболее часто встречающимися были гаплогруппы R1a, I1b, E3b1, N3, I1a. Доминирующей гаплогруппой Y-хромосомы (то есть комбинацией аллелей генов, дислоцированных на Y-хромосоме, имеющих общее происхождение от единого общего предка) протестированных украинцев является гаплогруппа R1a — около 54 %. Эта гаплогруппа является подгруппой гаплогруппы R, наиболее распространённой на территории всей современной Европы. Гаплогруппа R1a доминирует в Восточной Европе и характерна (среди крупных народов) для поляков (56 %), русских (от 34 до 55 %). Украинцы также имеют сравнительно высокую частоту гаплогруппы I2 (старая номенклатура I1b + I1c), ныне имеющая максимальные частоты на центральных Балканах — подгруппы гаплогруппы I, встречающейся у 1/5 всех европейцев и почти не встречающейся вне Европы — у современных украинцев она встречается с частотой 24 %. Частота гаплогруппы E1b1b1 (E3b), распространённой на территории Средиземноморья и Северной Африки, — 7 %. Y-хромосомные гаплогруппы R1a, I1b (I2a), E3b1, N3 (N1a1), I1a охватывают 87 % украинцев.

### Данные по изучению мтДНК-полиморфизма
При изучении мтДНК-полиморфизма украинцев были обнаружены 34 гаплогруппы мтДНК: A, C, D, G, H(×H1,H2), H1, H2, HV(×H,pre-V1,pre-V2,V), I, J1, J2, K, M10, N1b, N9a, (pre-HV)1, (pre-HV)2, pre-V1, pre-V2, R(×B,J,pre-HV,R9,T,U) T, U2e, U3, U4, U5a(×U5a1), U5a1(×U5a1a), U5a1a, U5b(×U5b1,U5b2), U5b1, U5b2, U8a, V, W и X2, причём наиболее часто встречающимися у украинцев были: гаплогруппа H(xH1,H2), встречающаяся с частотой в 20 %, гаплогруппы T и H1, встречающиеся с частотой 11-12 %, и гаплогруппа J1 , частота которой в популяции украинцев составляла 8 %. Митохондриальные гаплогруппы H(xH1,H2), T, H1 и J1 охватывают 55 % украинцев.
Гаплогруппа Н характерна в первую очередь для западной Евразии, причём подтип Н1 характерен для северной Европы, гаплогруппы T и J1 характерны для населения Европы и Ближнего Востока. По митохондриальной ДНК украинцы наиболее генетически близки к юго-западным русским, полякам и юго-восточным литовцам, но проявляют сходство и со многими другими, в особенности славяно-, германо-, балтоязычными популяциями Европы.

## Антропологическое изучение украинцев
В конце XVIII века украинский этнограф А. Ф. Шафонский описал зональные отличия физического типа украинцев Левобережной Украины. Д. П. Де ля Флиз в середине XIX века определил расовую принадлежность украинцев и обратил внимание на отличие расовых признаков населения северной части Киевской губернии от остального населения. Этнограф П. П. Чубинский тогда же выделил на Правобережной Украине 3 антропологических типа: украинский, галицко-подольский и волынский, которые различались между собой ростом и, частично, цветом волос и глаз.
Активное антропологическое изучение украинцев началось во второй половине XIX века и осуществлялось в тесной связи с медицинскими, историческими, этнографическими и др. исследованиями. Уже на этапе становления антропологической науки кроме собственно этнических украинцев на территории расселения украинцев исследовались группы евреев, поляков, крымских татар, русских и других народов.
Если расовая принадлежность украинцев на уровне больших рас к европеоидной расе не вызывает сомнений, то при отнесении украинцев к малым расам, антропологическим типам, а также определении антропологической однородности и близости с другими народами в работах различных авторов имеются расхождения. При этом и взгляды антропологов (украинских, русских, польских, немецких, англоязычных), и их интерпретации полученных данных в значительной степени зависят от вненаучных факторов (политических симпатий и приоритетов, идеологических воззрений, исторических схем, этнологических концепций и пр.).
Наиболее известными антропологами, сделавшими весомый вклад в изучение украинцев, являются Фёдор Волков (Вовк), Василий Дьяченко, Сергей Сегеда. Фёдор Вовк, сделавший значительный вклад в развитие антропологической науки в Российской империи, считается основателем украинской антропологии. Первые свои исследования он изложил в книге «Антропометрические опыты украинского населения Галичины, Буковины и Венгрии» (Львов, 1908). В результате многолетнего систематического изучения разных территориальных групп украинского этноса он пришёл к выводу (1916) об относительном физическом однообразии украинского народа и принадлежности его к адриатической (динарской, ядранской) расе, охватывающей также южных и часть западных славян. Физические черты, характерные для большинства украинцев, он назвал украинским антропологическим типом. Выводы украинского учёного были неоднозначно восприняты антропологами московской школы, которую возглавлял Дмитрий Анучин, поскольку из них следовало, что украинцы являются отдельным славянским народом, а не «этнографической группой русских».
Ученики Ф. Вовка И. Раковский (работавший до Второй мировой войны на Западной Украине, а после войны — в США) и С. И. Руденко (в СССР), продолжая изучение украинцев после революции, исходили из результатов, полученных до 1917 года. Они пришли к выводу, что украинский антропологический тип состоит из 2 основных антропологических типов, «слившихся в один общий» — адриатического (динарского), который преобладает в южной полосе украинской этнической территории, охватывая 44,5 % украинского населения, и альпийского, который охватывает 22 % украинцев. По мнению исследователей, в формировании антропологического состава украинцев приняли участие представители не менее 6 основных европейских типов.
Ростислав Ендык, работавший до Второй мировой войны на Западной Украине, а после войны — за пределами СССР, выделил (1949) среди украинцев 4 группы «расовых первней» (вероятно: «расовых основ», «первоначальных рас»), которые в разном соотношении проявлялись в разных частях украинской этнической территории. По его мнению, признаки динарского типа присутствуют во всех 4 расовых первнях, но в наименьшей степени в «нордийском с лёгкой примесью динарского», распространённом на Радомышльщине, Курщине, Волыни и на юге Кубани.
Этноантропологические исследования в УССР в 1930-е годы были прекращены и возобновились лишь в конце 1950-х годов, когда при Институте искусствоведения, фольклора и этнографии АН УССР была создана группа антропологии. В 1956—1963 гг. сотрудниками этой группы была организована антропологическая экспедиция под руководством Василий Дьяченко. В 1965 году была издана монография Дьяченко «Антропологический состав украинского народа», которая до сих пор остаётся важным фундаментальным исследованием по антропологии украинцев. На этнической украинской территории были выделены 5 антропологических областей: центральноукраинская, карпатская, нижнеднепровско-прутская, валдайская (или деснянская), ильменско-днепровская. Для четырёх из этих антропологических областей (кроме карпатской) Дьяченко нашёл соответствия среди белорусов и русских. В то же время между всеми украинскими антропологическими областями не обнаружено существенных отличий, а средние антропологические показатели у населения всех выделенных областей оказались довольно близкими к показателям населения самой распространённой и многочисленной центральноукраинской области (которая охватывает большинство украинцев).
Украинцы входят в «дунайскую» (днепро-карпатскую, норикскую) группу популяций. Сюда же включаются белорусы, поляки, многие русские (у этих народов преобладает валдайский вариант дунайского типа, характеризуемый несколько большей светлопигментированностью), словенцы, некоторые популяции хорватов, а также немцев, австрийцев и литовцев.
Украинцы, как правило, брахикефальны, в большинстве своём высокорослы, с преобладанием русого цвета волос, причём светлоглазые почти во всех характерных для украинцев антропологических типах (кроме представителей прутского антропологического типа) преобладают над темноглазыми.
Часть европеоидного населения Украины, а именно Среднего Поднепровья и Левобережья, имеет небольшую примесь, которую связывают с поглощением степного тюркского населения с некоторым монголоидным элементом. Это проявляется в ряде признаков, таких как выступание крыльев носа, поперечный профиль спинки носа, положение ноздрей, профилировка лица, складка верхнего века.
В советское время появились также публикации о вариациях одонтологических признаков среди украинцев, о вариациях дерматоглифических признаков и попарном сопоставлении популяций по методу СТВ, о гематологической типологии украинского народа в связи с вопросами этногенезиса и др. Центры антропологического и генетического исследования украинцев СССР находились в Москве (основной), Ленинграде и Киеве.
С. Сегеда в своих трудах, опубликованных после распада СССР, высказал мнение о том, что украинцы, «занимая промежуточное положение между северными и южными европеоидами, в большей степени тяготеют к последним».
На уровне малых рас, среди украинцев распространены балтийский, альпийский, динарский и норикский расовые типы. В западных и северных регионах страны распространён также субнордический расовый тип, в южных — понтийский.

## Язык
|                                                            |  | |  |                                            |  |                                                        |  |
| Украинский язык в Российской империи по переписи 1897 года |  | Языки Российской империи по переписи 1897 года (уезды и города с преобладанием украиноязычного населения жёлтым) |  | Языки Украинской ССР по переписи 1926 года |  | Украинский язык в Украинской ССР по переписи 1926 года |  |

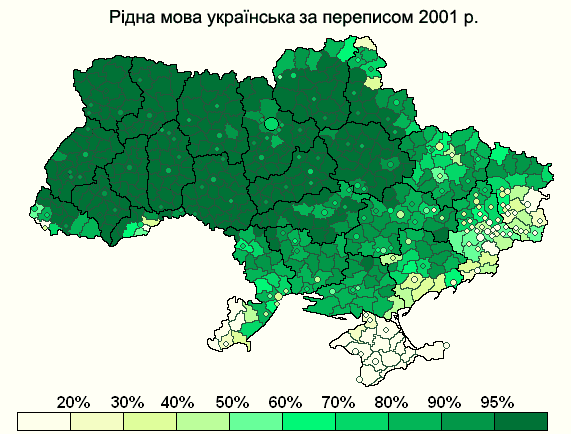
Украинский язык в Украине по районам и горсоветам по переписи 2001 года

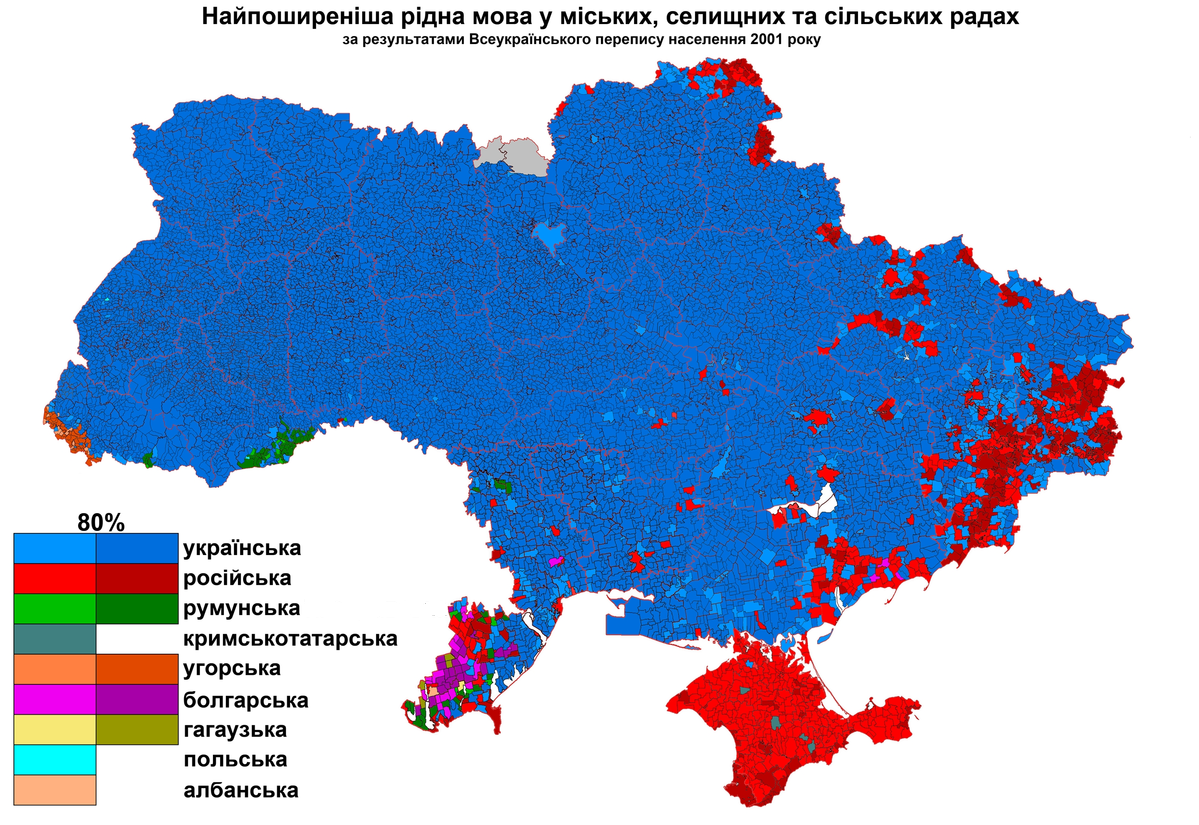
Самый распространённый родной язык в городских, поселковых и сельских советах Украины по данным переписи 2001 года

Украинский язык относится к восточнославянской группе индоевропейской семьи, по глоттохронологическим данным наиболее близок к белорусскому, время разделения украинского и белорусского ~400 лет назад, время разделения древнерусского и общего предка украинского и белорусского в различных работах оценивается от 1200—900 до 500 лет назад.
Письменность на основе кириллицы.
В украинском языке выделяются следующие территориальные диалекты:
- северные (полесские), испытавшие влияние белорусского языка;
- западные (галицкие, подольские, закарпатские, буковинские), испытавшие влияние польского, словацкого, венгерского и румынского языка;
- северо-восточные (слобожанские), испытавшие влияние русского языка.

Вследствие длительной политики русификации украинцев, проводимой Российской империей, Советским Союзом и Российской Федерацией (проживающих как на её территории, так и на оккупированной ею территории Украины), часть украинцев по происхождению говорят в быту по-русски и (или) считают русский своим родным языком.
Согласно данным официальной Всеукраинской переписи населения 2001 года, на территории Украины для большинства граждан родным является украинский язык: 85,16 % живущих на Украине, указавших свою национальность — украинец, считают своим родным языком украинский, 14,77 % — русский; доля украинцев по национальности, считающих родным языком украинский, значительно колеблется в зависимости от области проживания — от 99,9 % в Тернопольской области до 40,4 % в Автономной Республике Крым.
Для украинцев, проживающих на территории Украины, также характерен украино-русский билингвизм: по данным переписи 2001 г. доля украинцев, кроме родного языка свободно владевших русским, составляла 43,3 %, максимальная доля такой категории была отмечена в Киеве — 58,1 %, минимальная — во Львовской области — 17,7 %. Такой билингвизм имеет черты диглоссии, в которой роль «низкого» языка (L-языка) играл украинский, а «высокого» (H-языка) — русский, вместе с тем в постсоветский период наблюдается тенденция к «возвышению» украинского языка и обретения им статуса H-языка наравне с русским, роль L-языка при этом остаётся за суржиком — продуктом языковой интерференции украинского и русского языков.
По данным опросов, проведённых в период с 1991 по 1994 год Киевским международным институтом социологии (КМИС), украиноязычных украинцев было тогда около 41 %, русскоязычных украинцев — около 33 %. Дальнейшие опросы, проведённые в период с 1995 по 2007 год, показали, что доля русскоязычных украинцев изменялась мало, колеблясь в пределах нескольких процентов. По данным КМИС на 2008 год лингво-этнический состав взрослого населения Украины включает более 44 % украиноязычных украинцев и около 35 % русскоязычных украинцев.
После начала полномасштабного вторжения России в Украину многие в прошлом русскоязычные украинцы перешли на украинский язык.

## Традиционная культура

### Земледелие

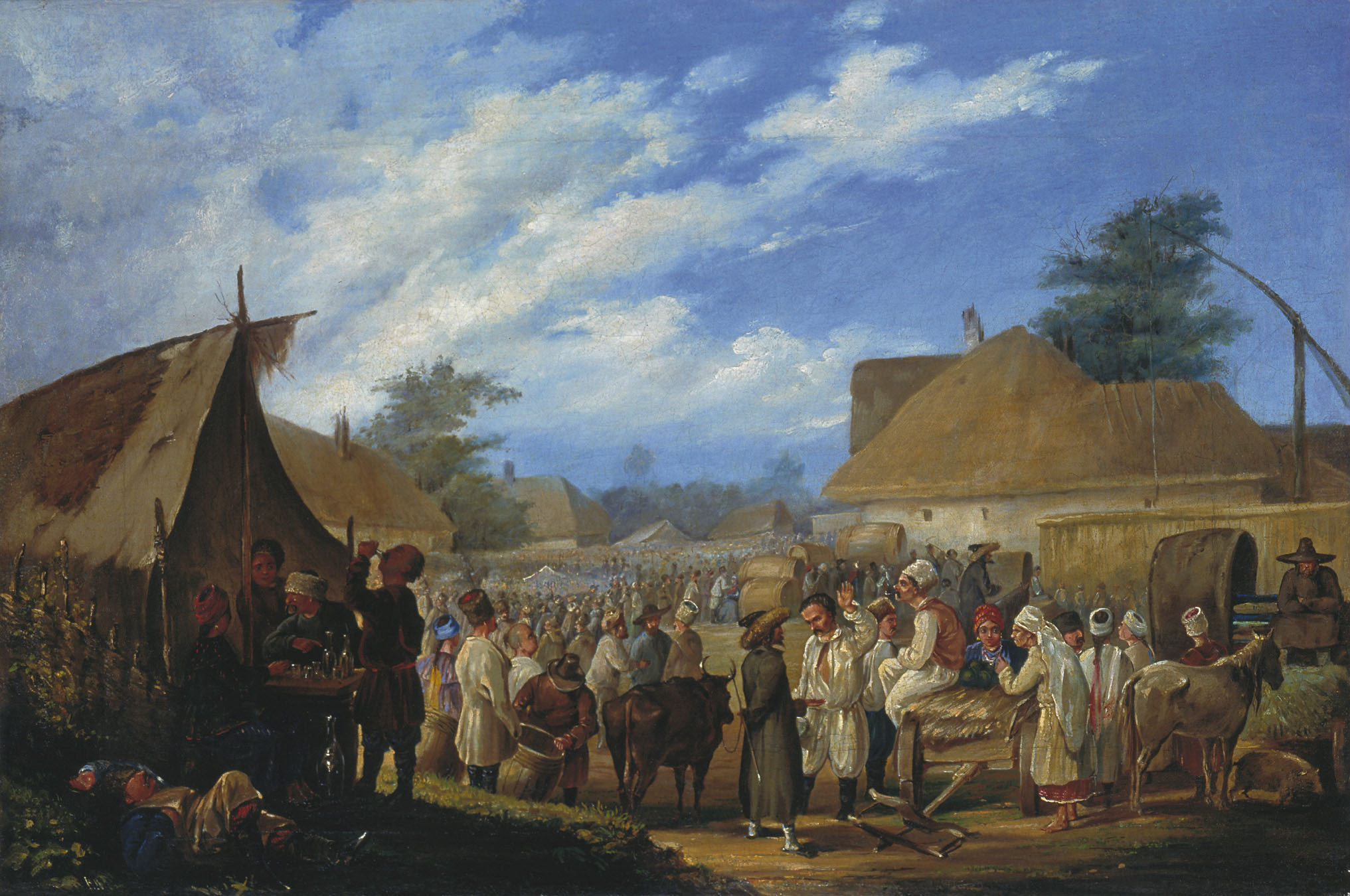
Ярмарка в Ичне. Первая половина XIX в.

Основная традиционная отрасль сельского хозяйства украинцев — пашенное земледелие с преобладанием трёхполья (вместе с тем ещё в XI веке в Карпатах и на Полесье сохранялось подсечно-огневое и переложное). Обрабатывали рожь, пшеницу, ячмень, просо, гречку, овес, коноплю, лён; с конца XVII века — кукурузу, табак, со второй половины XVIII века — подсолнечник, картофель; из огородных культур — капусту, огурцы, свеклу, редьку, лук и др., арбузы и тыквы (в степных районах), с начала XIX века — помидоры и перец. Для украинцев издавна характерно приусадебное садоводство (яблони, груши, вишни, сливы, малина, смородина, крыжовник, в меньшей степени абрикосы, черешня, виноград).
Комплекс традиционных земледельческих орудий состоял из деревянного с железными частями плуга с передком, рала (однозубого и многозубого), мотыги и заступа различных форм, бороны, преимущественно рамочной, и др. В полесских и частично левобережных районах вместо плуга и рала употреблялась соха двух типов: беспередковая (одноконка, Чернигово-Северский вариант) и на колесах (литовка, или полесская). Комплекс орудий уборки состоял из серпа, косы, грабель и вил. Молотили цепом, на юге — также катком и конями, изредка молотильной доской дикань, на открытых токах в поле, в Полесье — в гумно и овин; в северных районах хлеб подсушивался в ригах. Зерно перерабатывалось на водяных и Лодейных (установленных на лодках или плотах) мельницах, а также на ветряках и так называемых тупчаках.

## Кухня

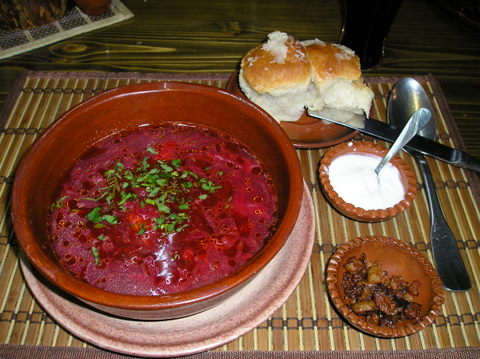
Борщ с пампушками

Географические и климатические условия обитания украинского народа были достаточно разнообразны, что позволяло питаться как продуктами растениеводства, так и животноводства. Первые повара появились в Киевской Руси в монастырях и при княжеских дворах, то есть приготовление еды выделилось в отдельную специальность с ярко выраженным необходимым мастерством. Уже в XI столетии в Киево-Печерской лавре среди монахов было несколько поваров. Повара появились также в богатых семьях, где женской половине заниматься готовкой было недосуг.
Вероятно, именно появлению поваров в монастырях Киевской Руси украинская кухня обязана широкому использованию яиц, которые используются не только для приготовления различного рода яичниц и омлетов, но также в религиозной выпечке к праздникам и как добавка в разного рода сладкие мучные, творожные и яично-фруктовые блюда.
Использовалось мясо домашних (свиней, коров, коз, овец) и диких (вепрь, заяц) животных, мясо птицы (кур, гусей, уток, голубей, тетеревов, рябчиков) и рыба (осётр, угорь, карп, лещ, линь, щука, пескарь, окунь, карась).
Весьма употребляемым продуктом в украинской кухне служит свиное сало во всех видах. Использование его является чрезвычайно разнообразным. В пищу сало употребляется сырым, солёным, копчёным, жареным и является жировой основой многих блюд преимущественно праздничной кухни. Им шпигуют, как правило, всякое не свиное мясо для придания ему сочности, перетирают с чесноком и солью, получая питательную массу для бутербродов.
Среди растительной пищи первое место испокон веков занимал хлеб, причём как на закваске, так и пресный в виде галушек, пресного хлеба с маком и мёдом. Пшеничный хлеб (укр. «паляниця») выпекался преимущественно к праздникам. В остальные дни главным блюдом на столе был хлеб ржаной или «житній» (от слова «жито», то есть Рожь). Значение этого слова ещё раз подчеркивает огромную роль ржаного хлеба и самой ржи в жизни, национальной кухне и культуре украинского народа. Из пшеницы также делали не только муку, но и разные крупы, из которых варили кутью. В XI—XII столетии из Азии на Украину завезли гречиху, из которой начали делать муку и крупу. В украинской кухне появились гречаники, гречневые пампушки с чесноком, гречневые галушки с салом и другие блюда. Использовали также пшено, рис (с XIV века) и бобовые культуры, такие как горох, фасоль, чечевица, бобы и др.
Излюбленным видом теста у украинцев является пресное, которого существует несколько различных видов, а для кондитерских изделий — песочное.
Морковь, свекла, редька, огурцы, тыква, хрен, укроп, тмин, анис, мята, калган, яблоки, вишни, сливы, клюква, брусника, малина — вот далеко не полный перечень растительности, потребляемой очень широко. Пчелиный мёд играл заметную роль в питании, поскольку сахар на то время отсутствовал. Для приготовления также использовали различные виды животных жиров и растительных масел, уксус и орехи.
Основной горячей пищей были рыбные и мясные отвары с добавлением овощей под общим названием «юшка», которые в русском языке назывались «уха». Своеобразие украинской кухни выражалось в преимущественном использовании таких продуктов как свекла, свиное сало, пшеничная мука, а также в так называемой комбинированной тепловой обработке большого количества продуктов (украинский борщ — типичный тому пример), когда к свекле добавляют ещё двадцать компонентов, которые оттеняют и развивают её вкус.
Среди старинных украинских напитков — полученные способом естественного брожения мёды, пиво, квасы, узвары. С давних пор на Украине распространено виноделие, изначально в южных областях страны.

## Украинцы в филателии

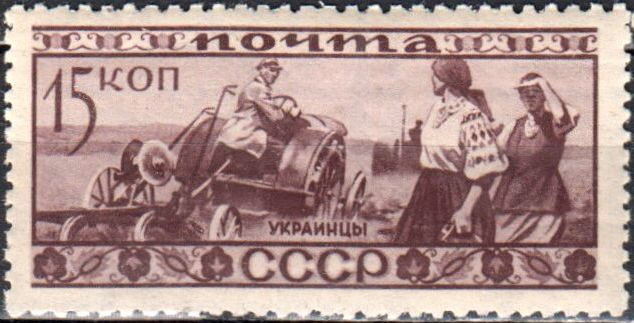
Серия «Народы СССР» (украинцы), почтовая марка СССР 1933 года

В 1933 году в СССР была выпущена этнографическая серия почтовых марок «Народы СССР». Среди них была марка, посвящённая украинцам.

## Исторические этнографические карты

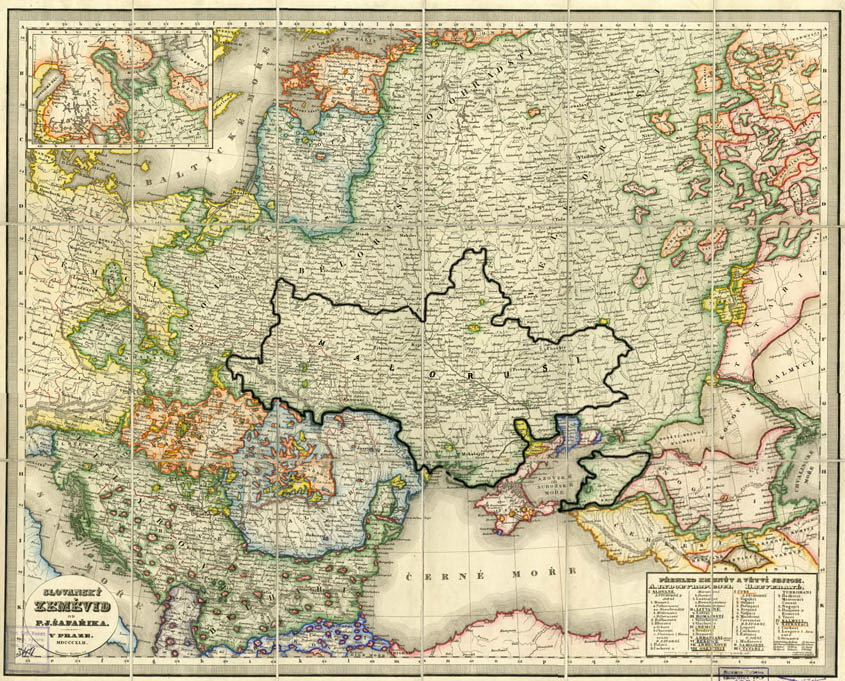
1842 год. Этнографическая карта славянских земель
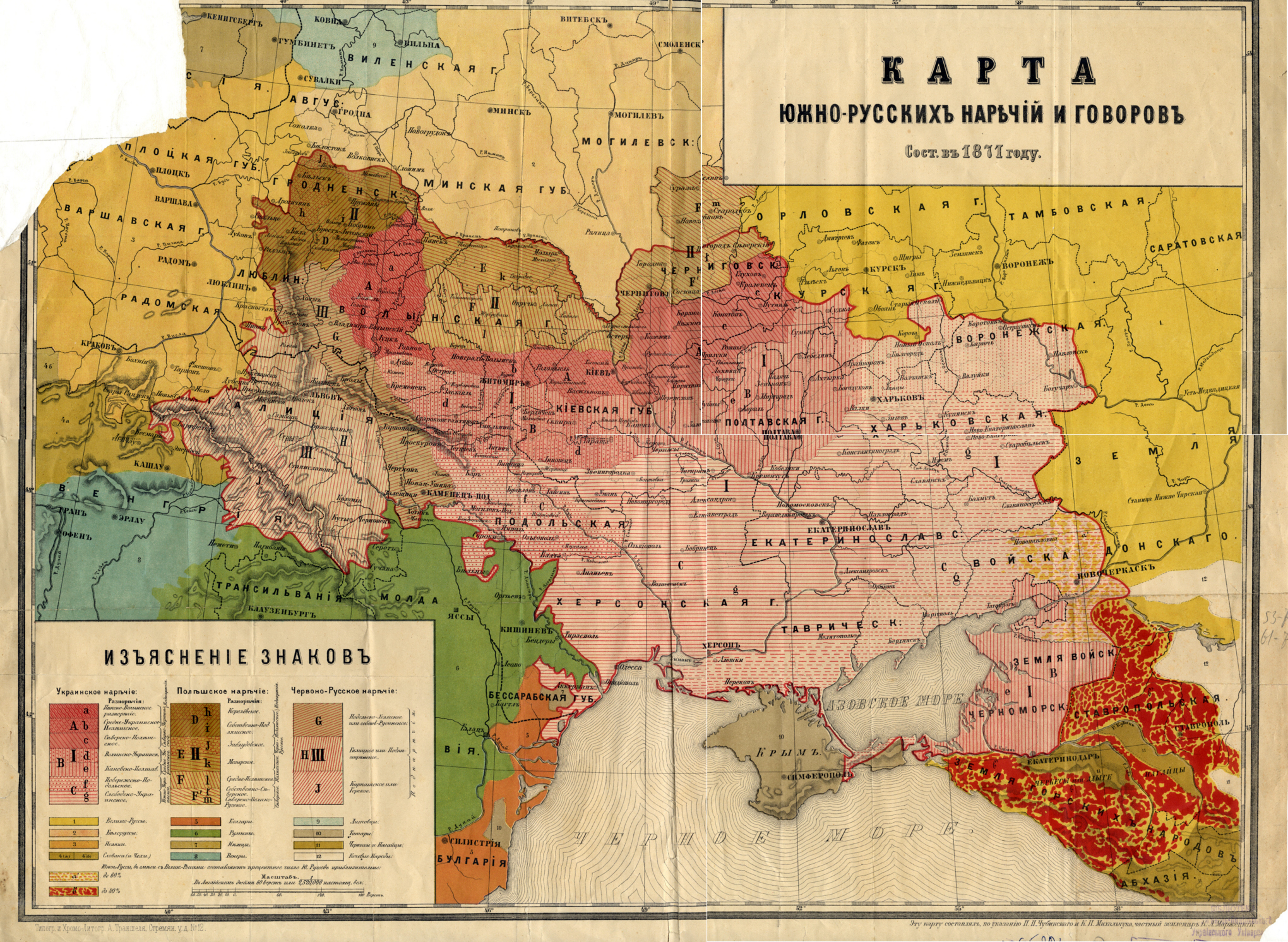
1871 год. Карта южно-русских наречий и говоров
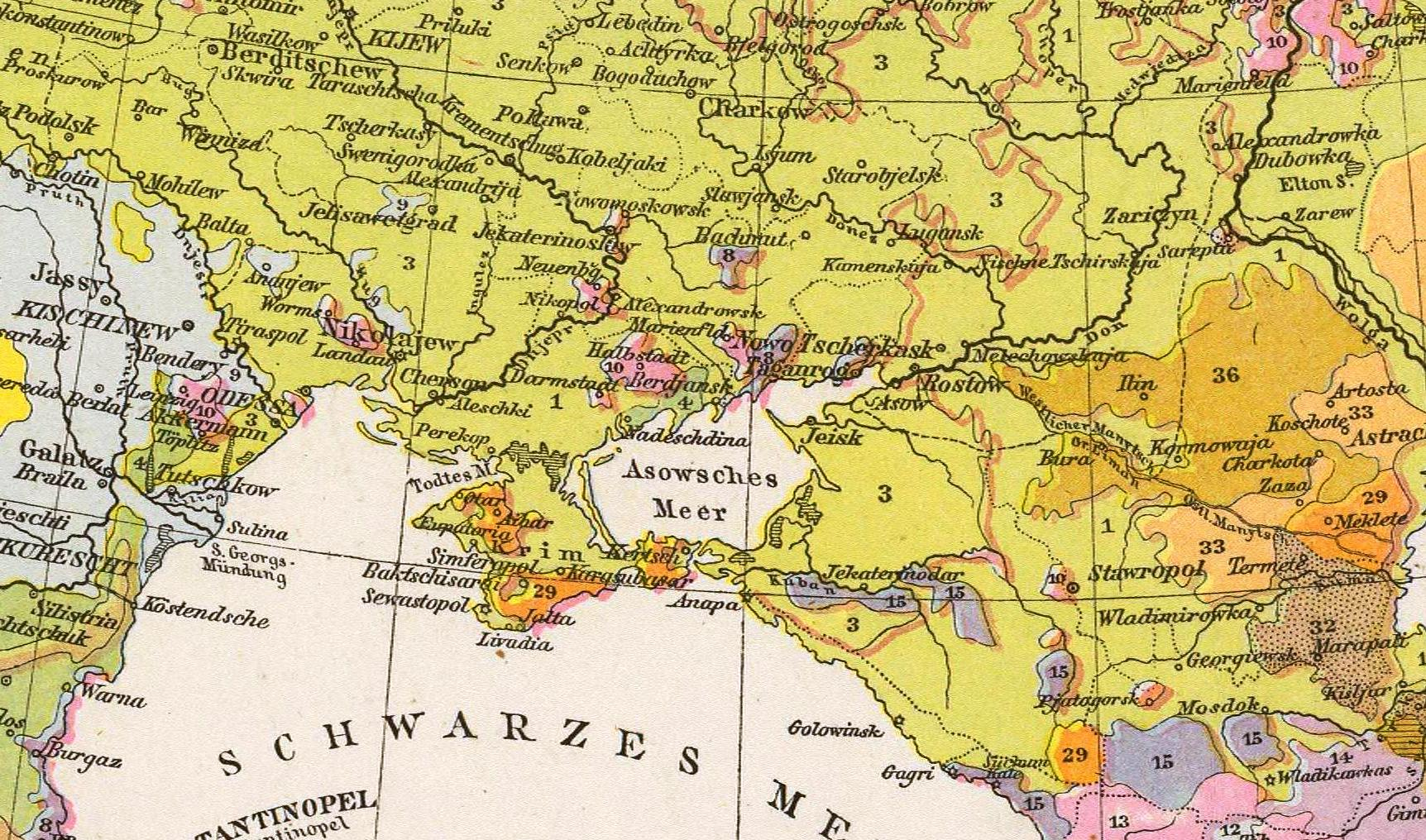
1881 год
1915 год. Карта Украины
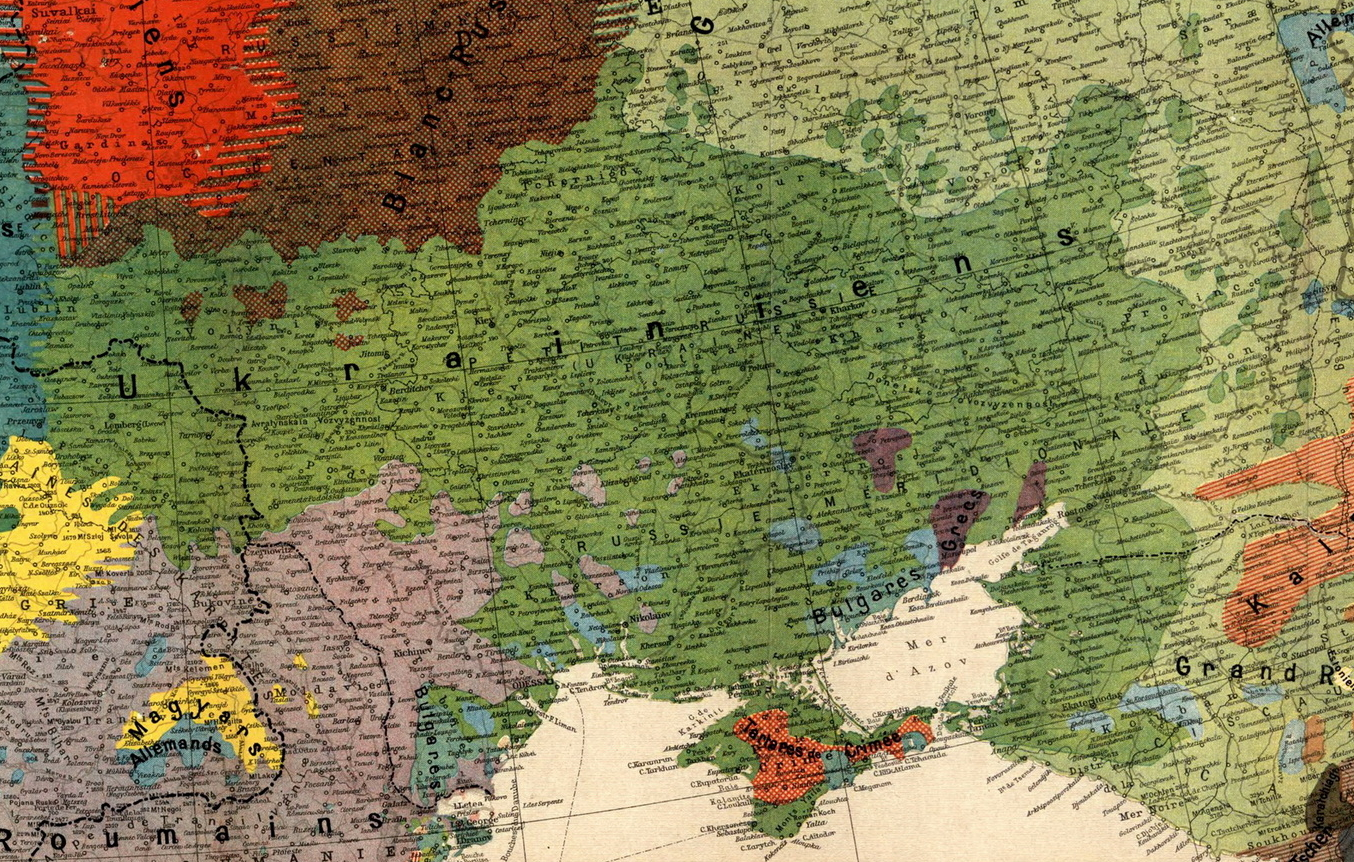
1918 год. Украинцы на этнографической карте Европы
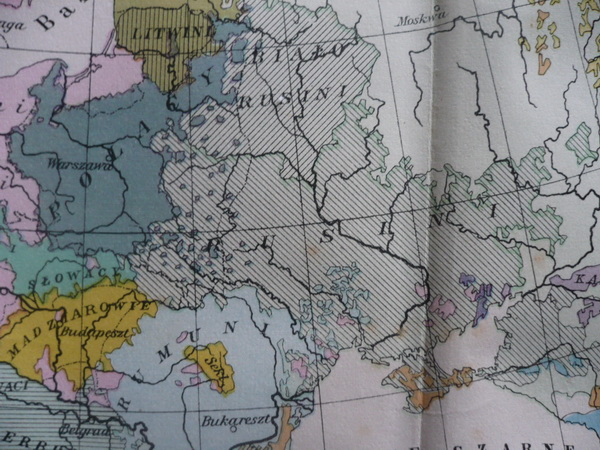
1927 год. Карта Центральной Европы
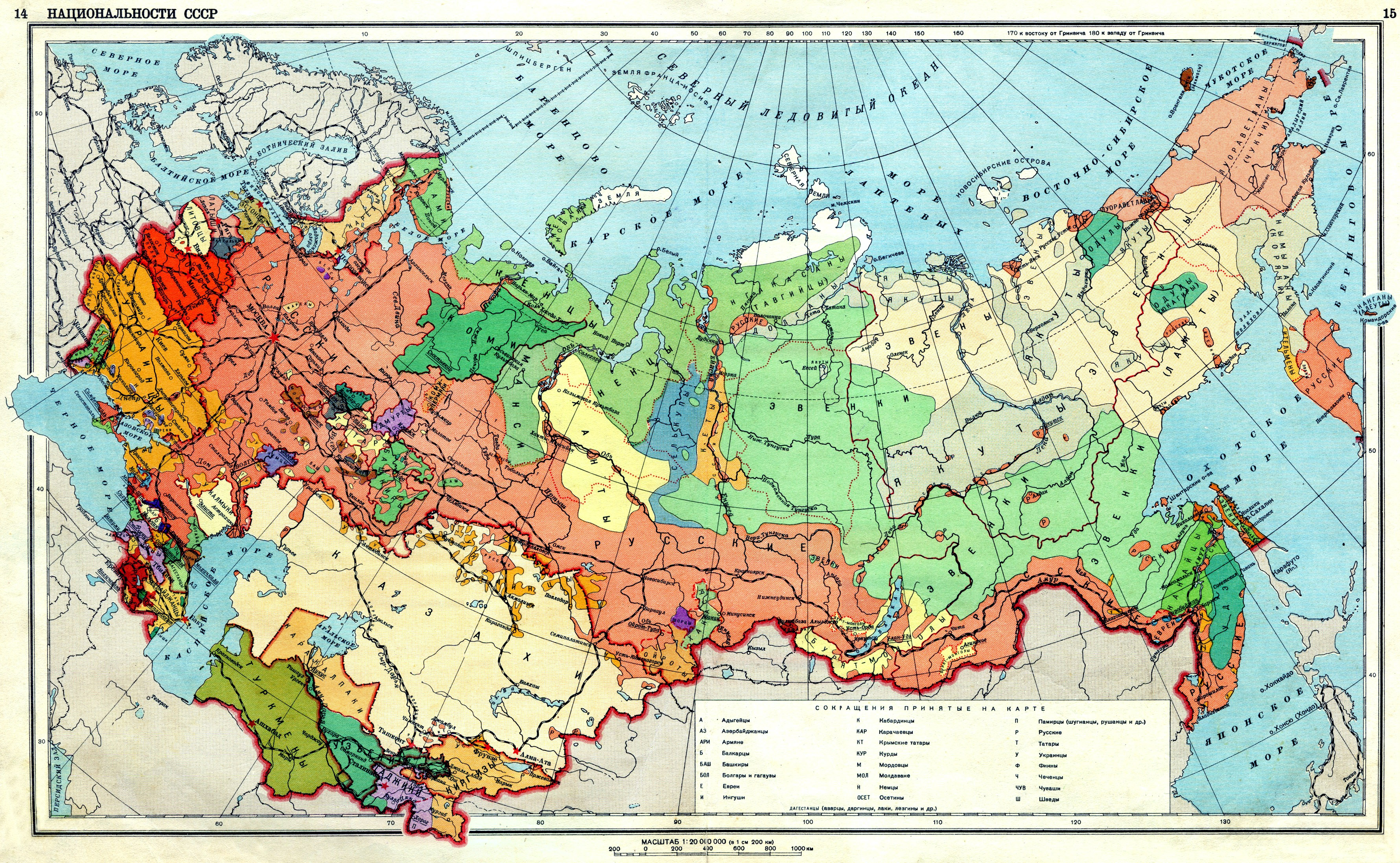
1941 год. Карта национальностей СССР

## Комментарии
1. 1 2 3  С 2014 года Крым оккупирован и аннексирован РФ.
2. ↑  С 2014 года часть Луганской области находится под контролем непризнанной Луганской Народной Республики.
3. ↑  С 2014 года часть Донецкой области находится под контролем непризнанной Донецкой Народной Республики.